# Музей А. М. Горького в селе Красновидово

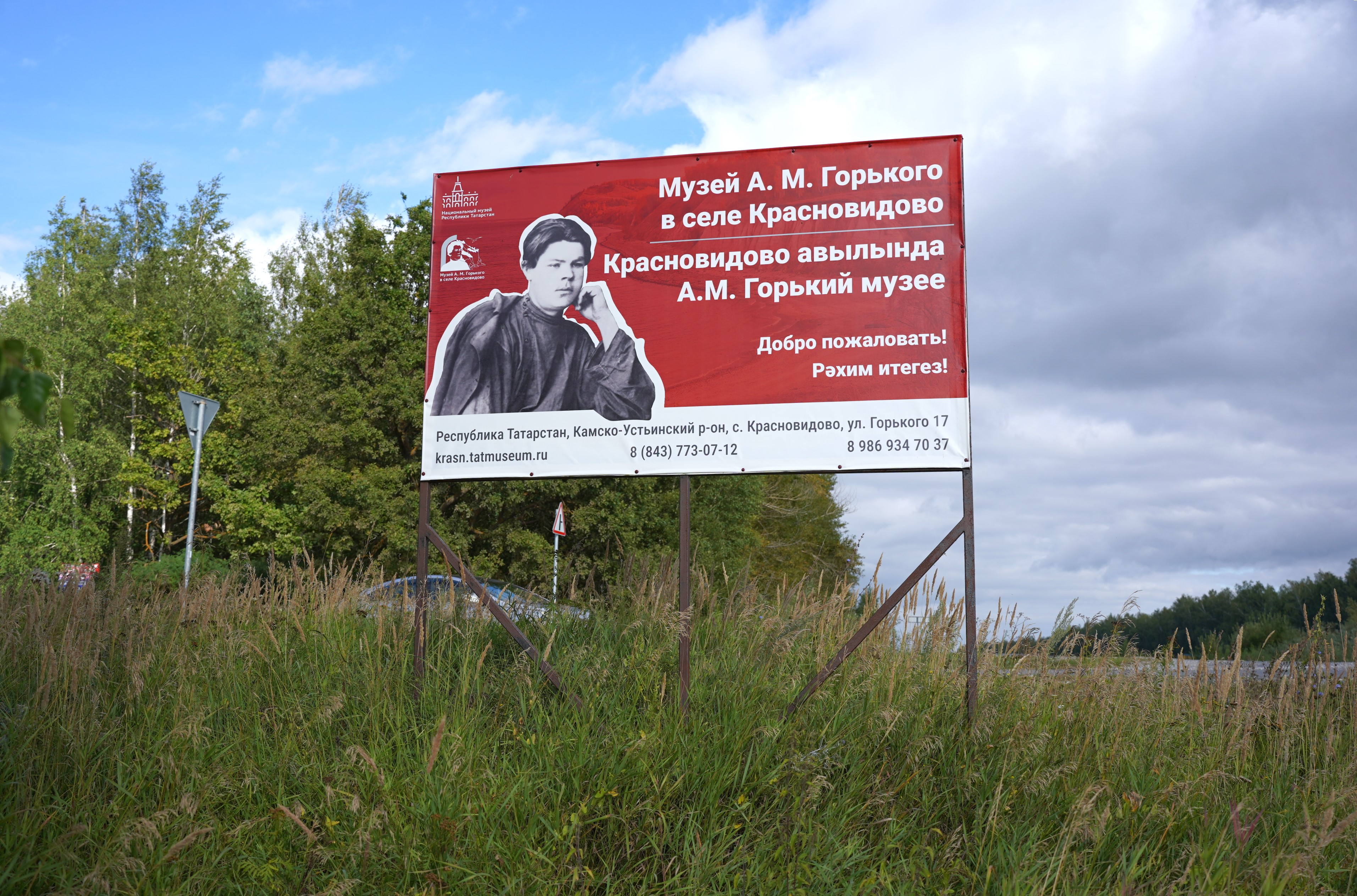
Стенд с информацией о музее А. М. Горького на дорожном повороте в сторону села Красновидово

Музей А. М. Горького в селе Красновидово — первый и единственный сельский музей в России, посвящённый великому русскому писателю. Находится в Камско-Устьинском районе Татарстана, в селе Красновидово, расположенном на правом берегу реки Волга. Экспозиция музея посвящена драматическим событиям в жизни молодого Алексея Пешкова (Горького) во время его пребывания в Красновидово в 1888 году (этот период описан им в автобиографической повести «Мои университеты»).
С момента открытия в 1979 году Музей А. М. Горького в селе Красновидово имел статус филиала Литературно-мемориального музея А. М. Горького в Казани, с 1983 года он является структурным подразделением (на правах отдела) Государственного объединённого музея Татарской АССР (ныне — Национального музея РТ).

## А. М. Горький в Красновидово (1888)
Алексей Пешков (Горький) переехал из Казани в село Красновидово Свияжского уезда, приняв предложение революционера-народника М. А. Ромася, у которого в этом селе имелась торговая лавка. Она была открыта на средства студента медицинского факультета Казанского университета народника И. П. Чарушникова и служила прикрытием для пропагандистской работы среди крестьян.
Пешков прожил в Красновидово недолго — с июня до сентября 1888 года, что подтверждается документами полиции, хотя в «Моих университетах» он описывает приезд в это село в конце марта указанного года. «Несмотря на краткость пребывания в этих местах, события „красновидовского периода“ сыграли большую роль в становлении мировоззрения Алексея Пешкова, повлияли на отношение к русскому крестьянству».
В Красновидово М. А. Ромась вёл торговлю в каменной лавке. К ней примыкала жилая часть — комната, в которой он жил, в то время как Пешков обосновался на чердаке. Будущий писатель работал в лавке приказчиком, но в свободное время занимался самообразованием (читал книги по философии, социологии, естественным наукам), а также обучал грамоте местных мужиков. Одним из таких был рыбак Изот — бобыль, добродушный человек с философским взглядом на жизнь.
В Красновидово одним из главных видов деятельности местных жителей было выращивание яблок на продажу. Сбытом занимались кулаки, имевшие как собственные сады, так и скупавшие по дешёвке урожай у своих более бедных односельчан. В противовес кулакам М. А. Ромась агитировал более бедных крестьян объединиться в артель, чтобы самим заниматься сбытом и получать более высокий доход. Создание крестьянских артелей рассматривалось им как средство продвижения народнических идей в крестьянской среде. Такая деятельность, однако, вызывала резкую неприязнь со стороны кулаков. Негативное отношение к М. А. Ромасю усиливалось также из-за того, что он в своей лавке продавал товары по более низким ценам, нежели другие лавочники Красновидово. В результате кулаки организовали серию жестоких акций по запугиванию М. А. Ромася, свидетелем которых стал Алексей Пешков.
Сначала в М. А. Ромася дважды стреляли из ружья. Затем начинили полено порохом, которое, попав в печь в доме народника, взорвалось. Следом произошло жестокое убийство Изота (его тело нашли с пробитым черепом), тесно общавшегося с М. А. Ромасём и Пешковым. Закончилось всё поджогом лавки М. А. Ромася, в результате чего жертвой пожара чуть не стал сам Пешков (огонь застал его на чердаке); помимо лавки также сгорело несколько крестьянских домов по соседству. После этого оба погорельца, сначала М. А. Ромась, а потом и Алексей Пешков, покинули Красновидово. Эти драматические события оставили сильный след в душе будущего писателя, способствовав формированию у него предубеждений в отношении русских крестьян.

## Экспозиция музея и окружающее пространство
Экспозиция музея состоит из двух основных частей: экспозиционного зала, посвящённого жизни Алексея Пешкова (Горького) в Красновидово, а также условно «мемориальной» зоны, состоящей из воссозданной лавки и жилой комнаты М. А. Ромася с интерьерами.
Экспозиционный зал, посвящённый жизни Пешкова в Красновидово, представляет собой одноэтажный пристрой 1977—1978 годов постройки площадью 144 кв. м. Расположенная по периметру зала экспозиция рассказывает о завершающем периоде жизни будущего писателя в Казани, попытке его самоубийства, депрессии и последовавшем за этим переездом в Красновидово. Здесь представлены: самый ранний из известных фотопортретов Алексея Пешкова (Горького) 1887 года, фотопортреты народников — владельца казанской булочной А. С. Деренкова, М. А. Ромася, М. С. Деренковой и др.; бюст Алексея Пешкова работы скульптора З. А. Коляденко (1979); фотокопии различных документов, в том числе полицейских донесений; образцы народнической литературы и иных книг, которые Пешков читал в Красновидово. В этой связи обращает на себя внимание инсталляция с обгорелыми книгами — символическое напоминание о поджоге лавки М. А. Ромася и его библиотеке, сгоревшей в пожаре (какую-то часть книг Алексей Пешков смог спасти с риском для жизни). Часть экспозиции составляют материалы, отражающие сложное отношение уже состоявшегося писателя А. М. Горького к русскому крестьянству, в том числе опубликованная в 1922 году в Берлине отдельной брошюрой его статья «О русском крестьянстве», вызвавшая широкий и неоднозначный резонанс. Также представлены издания различных произведений писателя разных лет. Остальную часть экспозиции данного зала составляет этнографический компонент, отражающий жизнь крестьян села Красновидово в период пребывания здесь А. М. Пешкова (Горького). Это образцы крестьянской одежды, уголок сельской избы, домашняя утварь и предметы хозяйственной деятельности, старые фотографии села Красновидово и др. Эта часть экспозиции воссоздаёт бытовую атмосферу села, которая окружала будущего писателя.

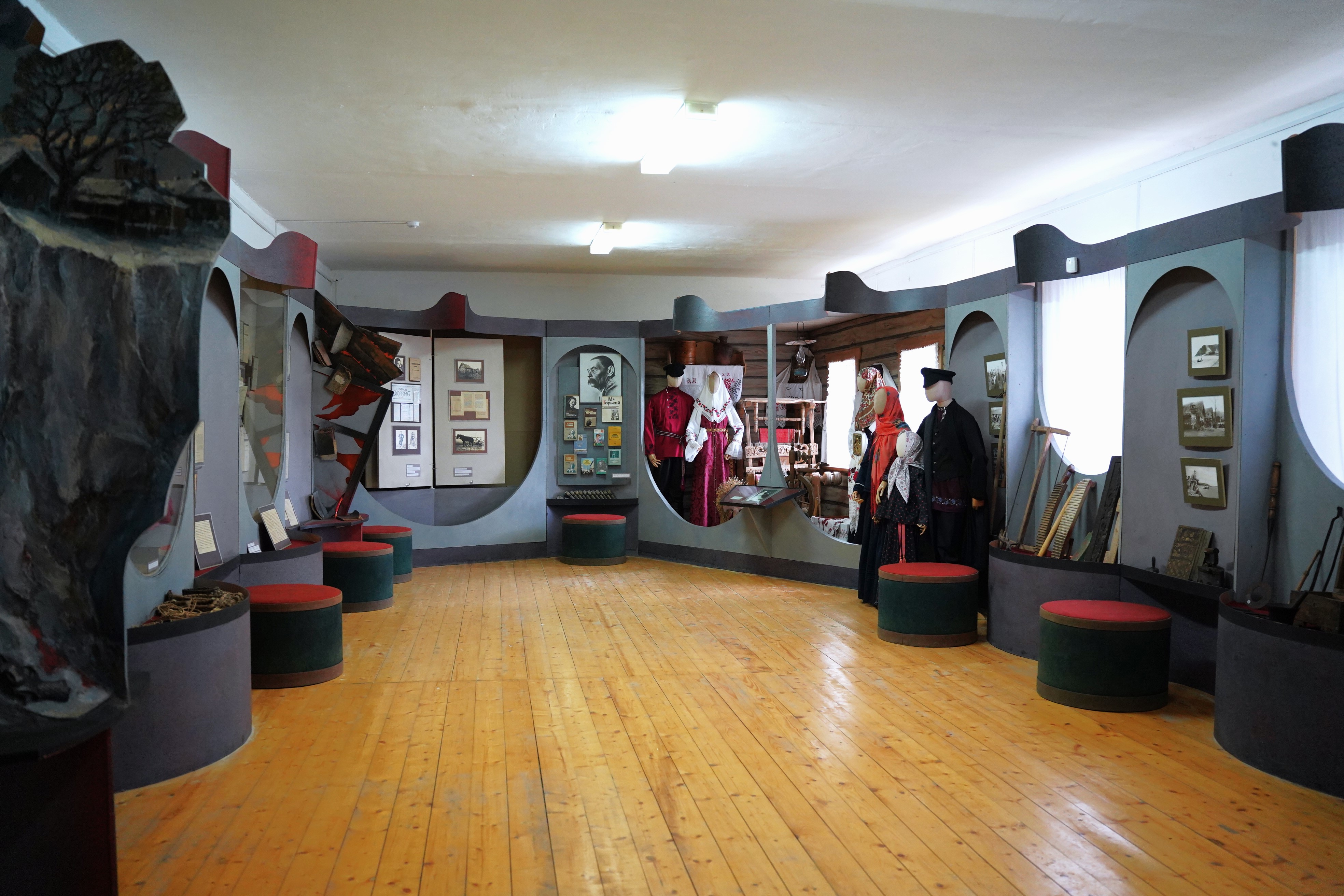
Общий вид зала с экспозицией, посвящённой жизни Алексея Пешкова (Горького) в Красновидово
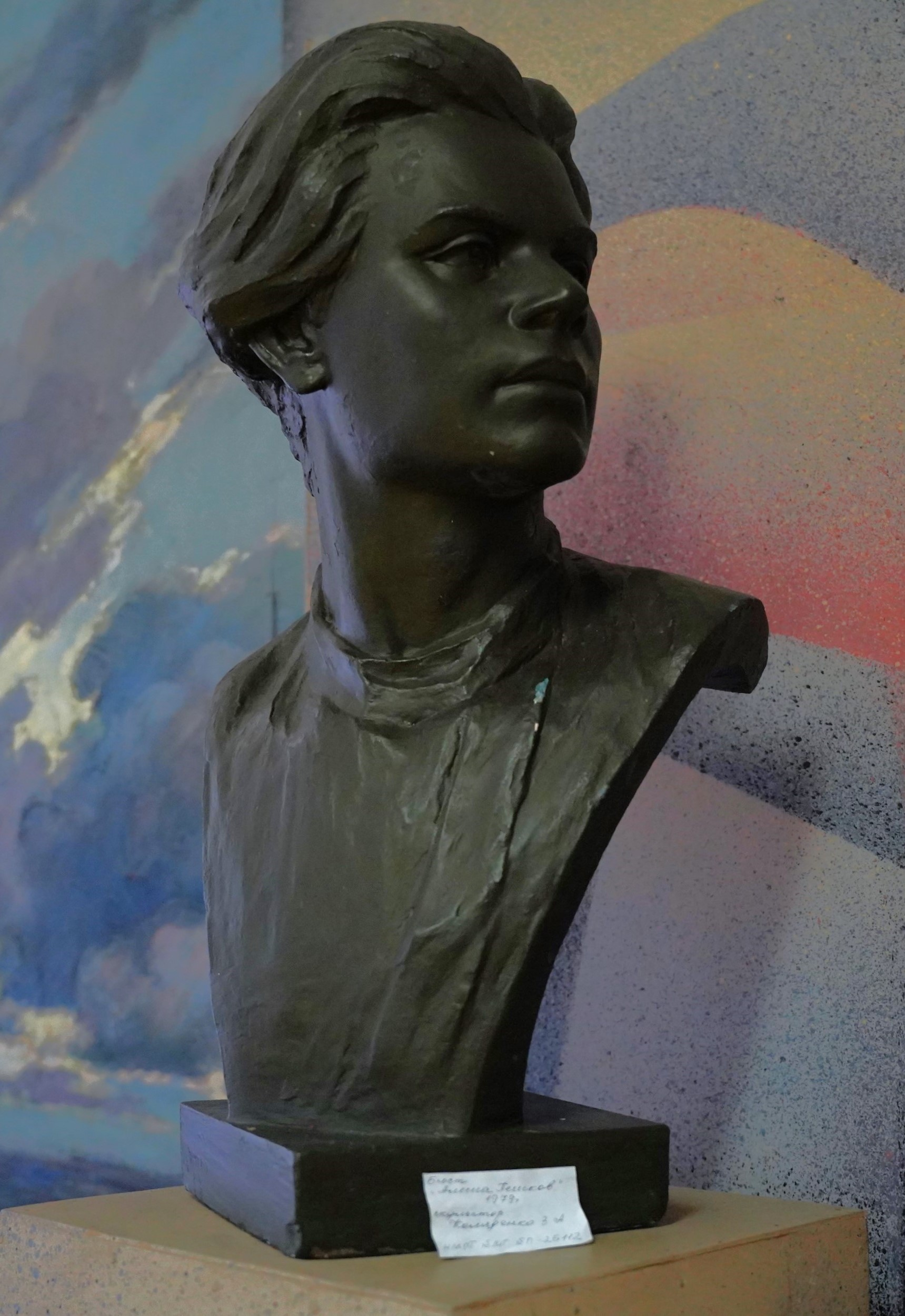
Бюст Алексея Пешкова работы скульптора З. А. Коляденко (1979)
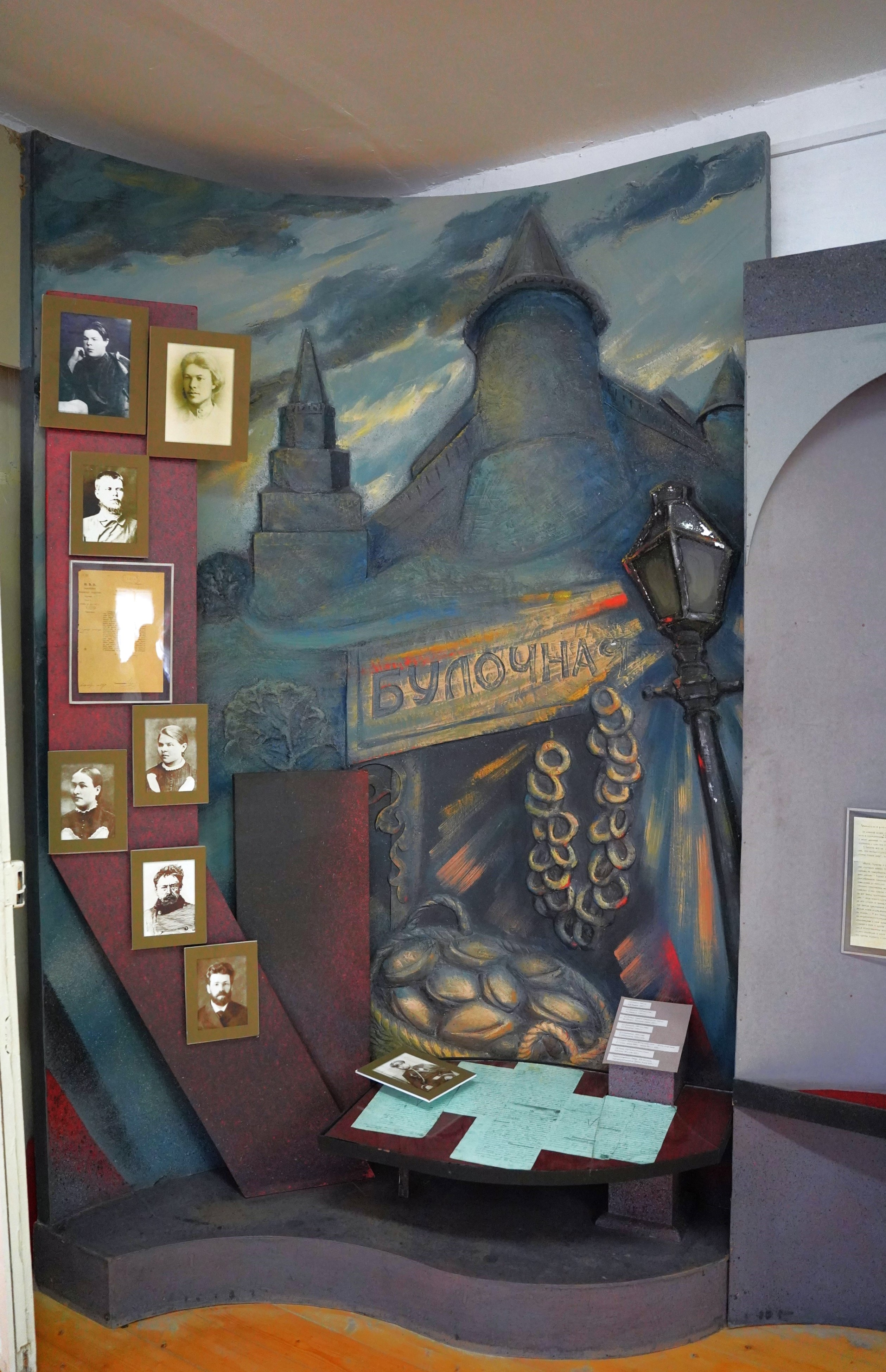
Фрагмент экспозиции, посвящённый завершающему периоду жизни Алексея Пешкова (Горького) в Казани, перед отъездом в Красноводово
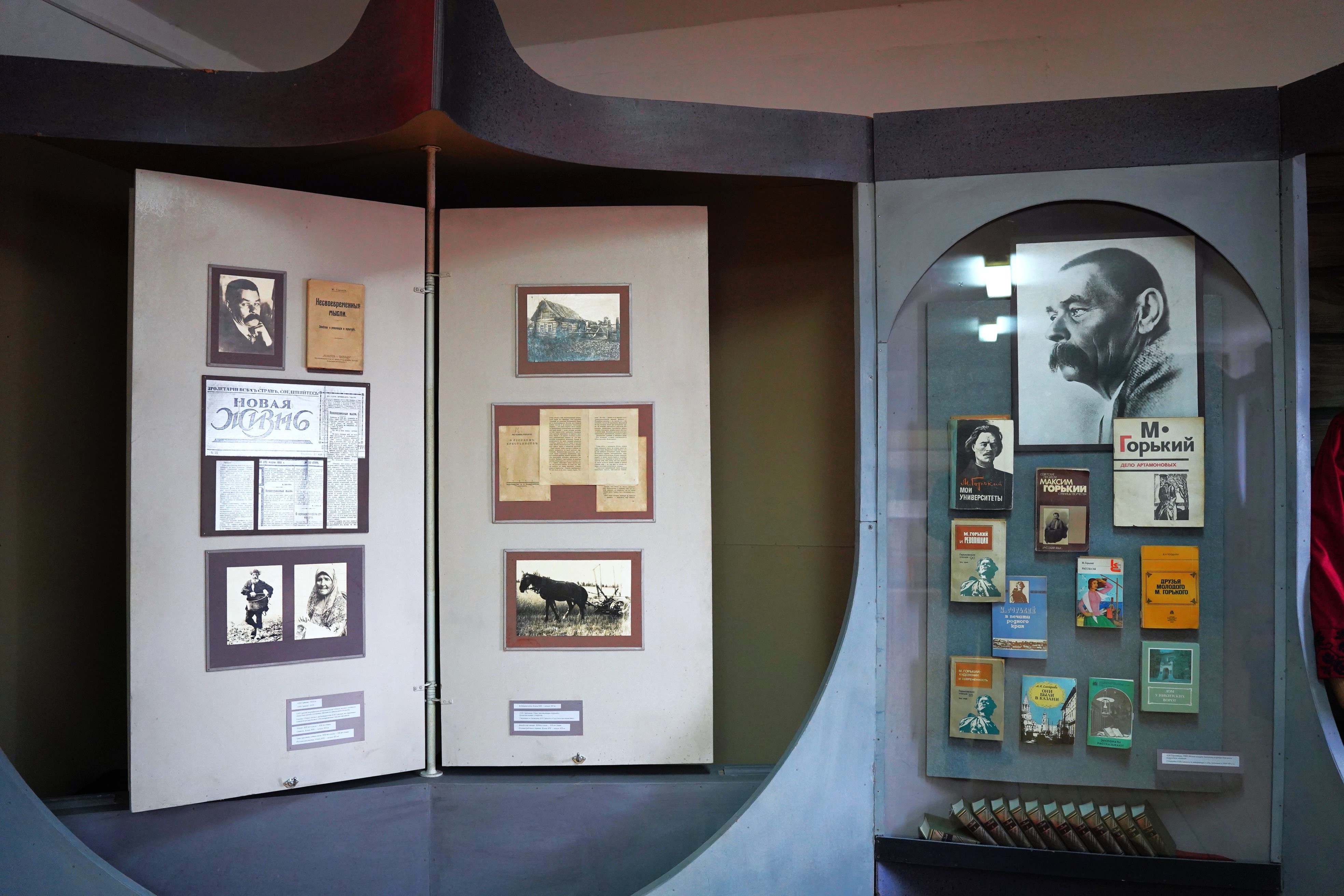
Слева — фрагмент экспозиции, посвящённый сложному отношению А. М. Горького к русскому крестьянству
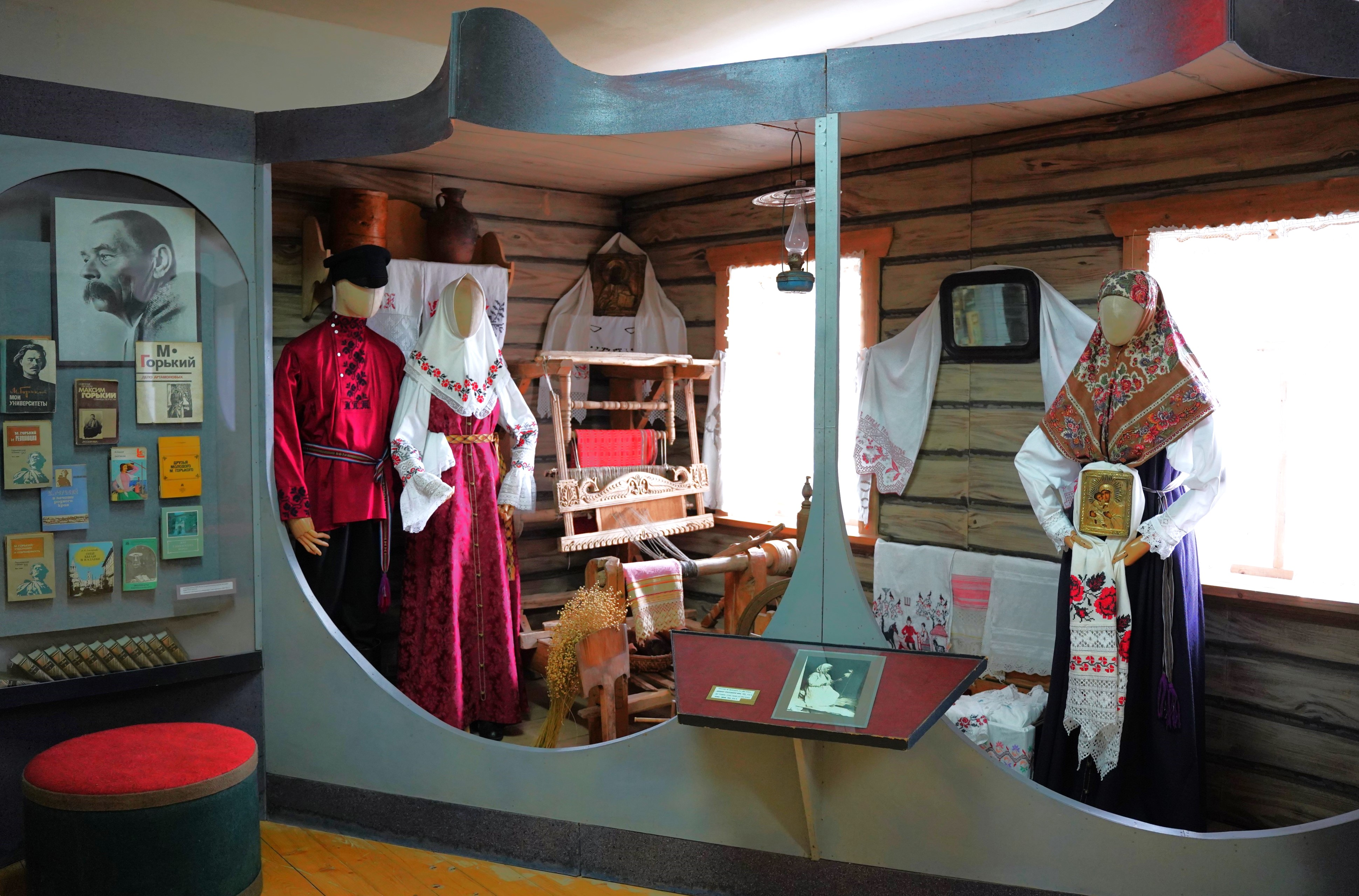
Этнографическая часть экспозиции
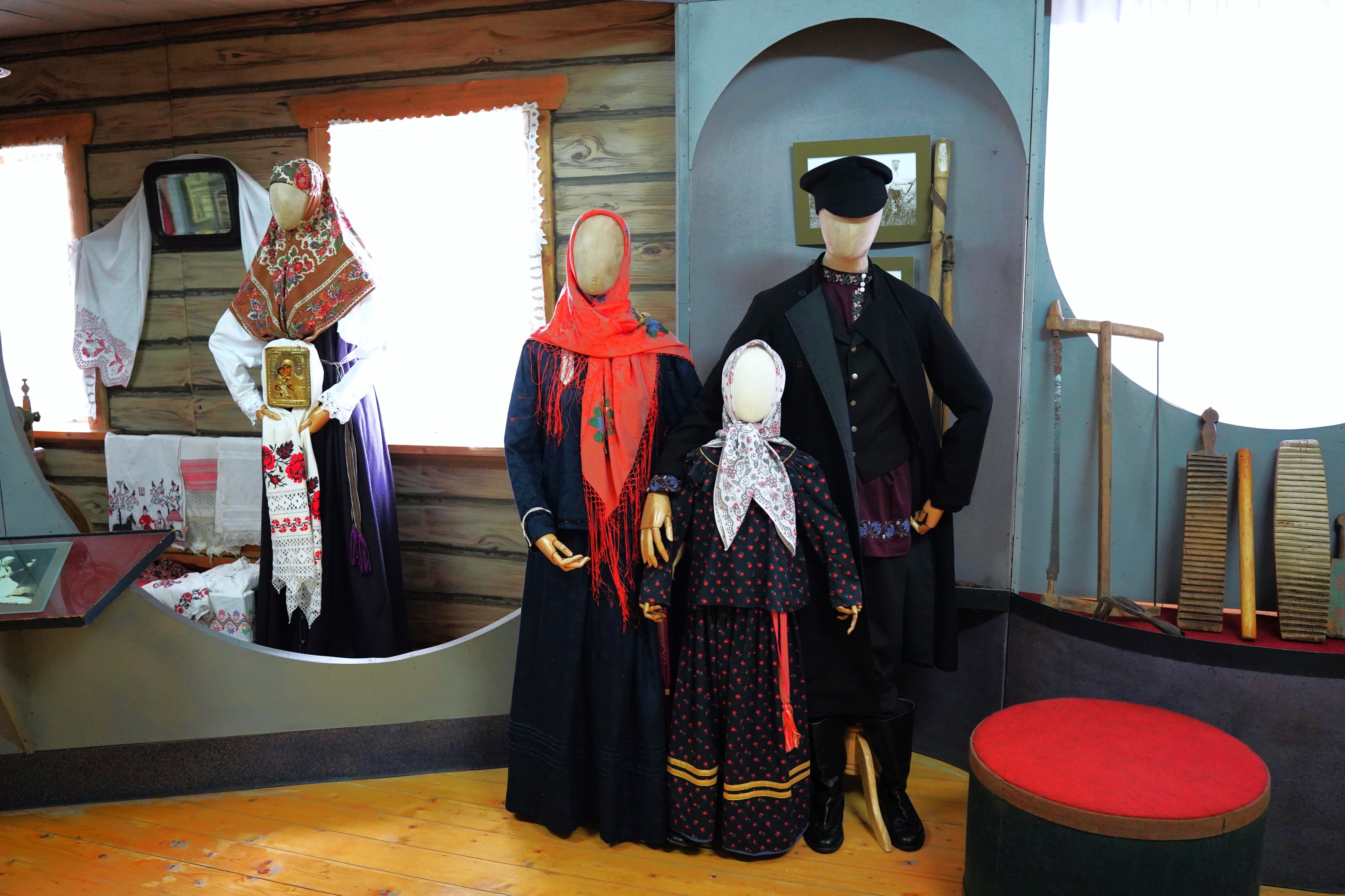
Этнографическая часть экспозиции

Вторая часть музейной экспозиции включает лавку М. А. Ромася и примыкающее к ней жилое помещение. Лавка восстановлена «в том виде, какой имели в то время подобные сельские торговые заведения», демонстрируя традиционный для второй половины XIX века ассортимент товаров: «деревянные кадки на все случаи жизни, крендели, бублики, монпансье в цветных жестяных коробках, чай, сахарные головы, бутылки всевозможных форм и размеров, керосин, здесь же продавались аптечные товары». К лавке примыкает жилое помещение, в котором восстановлен интерьер того времени с мебелью и бытовыми предметами второй половины XIX века.
Существующее кирпичное здание лавки является более поздним строением, возведённым на месте сожжённой лавки М. А. Ромася. Однако оно также обладает культурно-исторической ценностью, так как построено во второй половине XIX века, поэтому имеет статус объекта культурного наследия регионального значения.

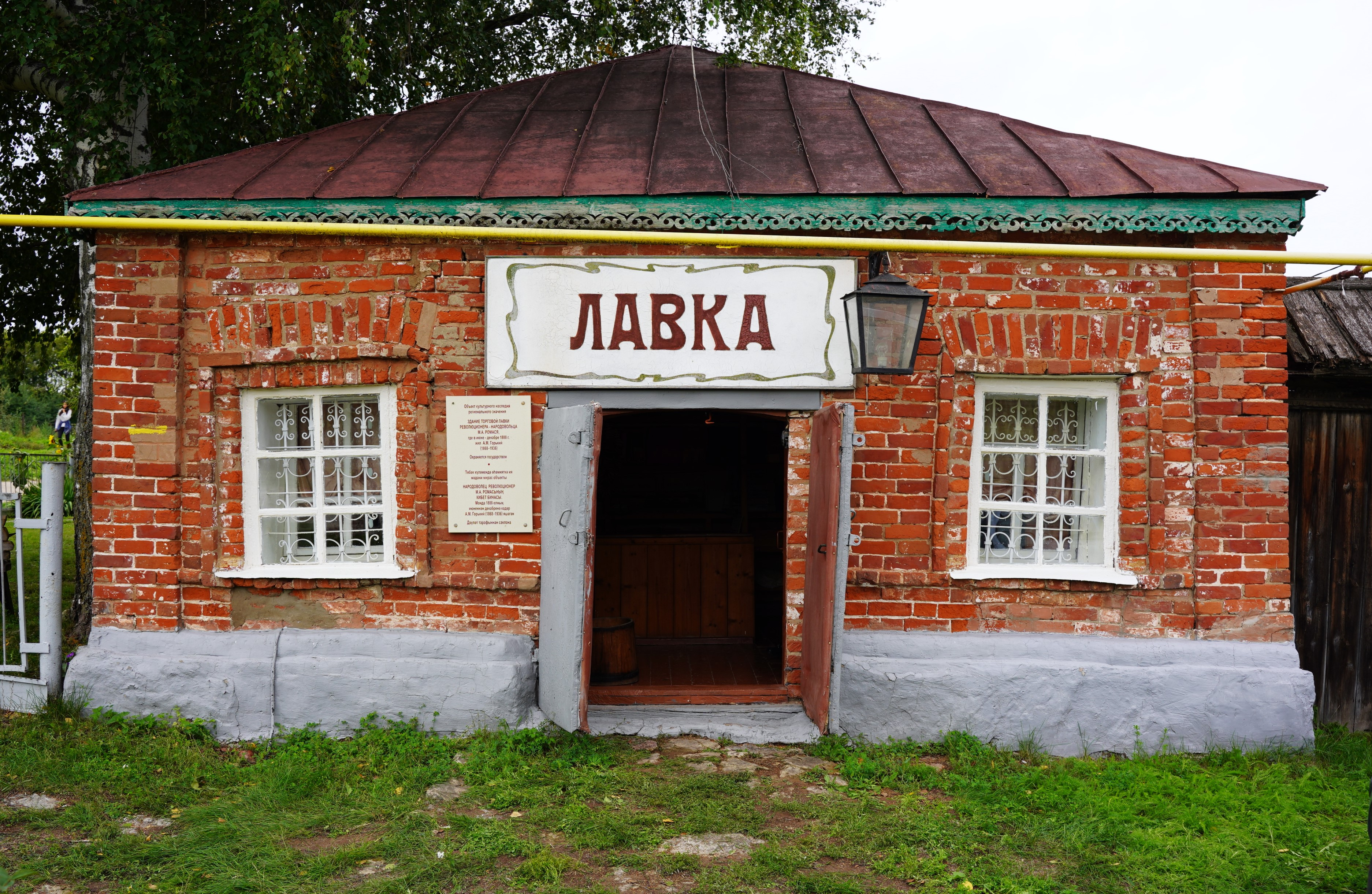
Воссозданная лавка М. А. Ромася
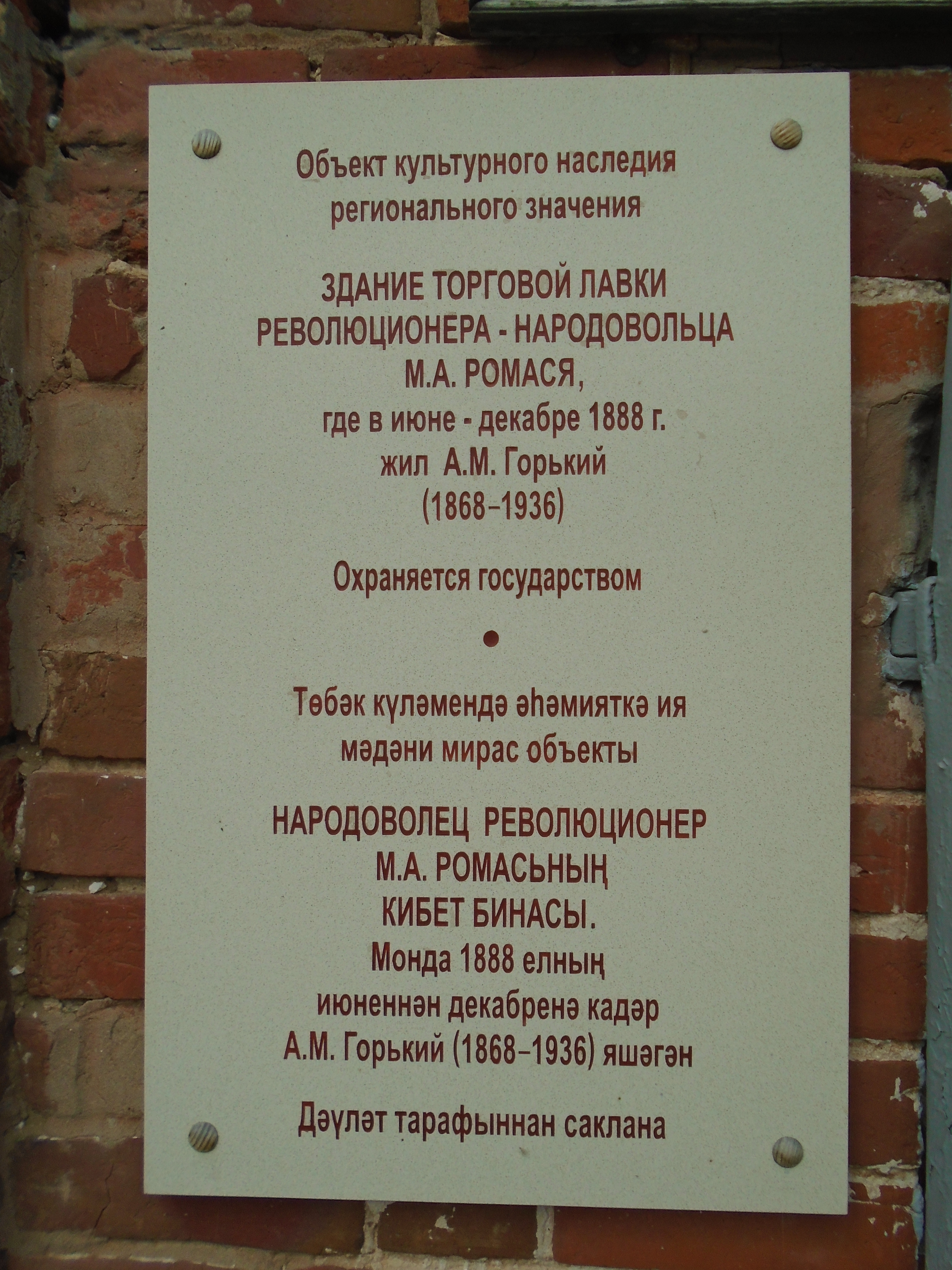
Табличка на здании лавки с информацией о том, что оно охраняется государством
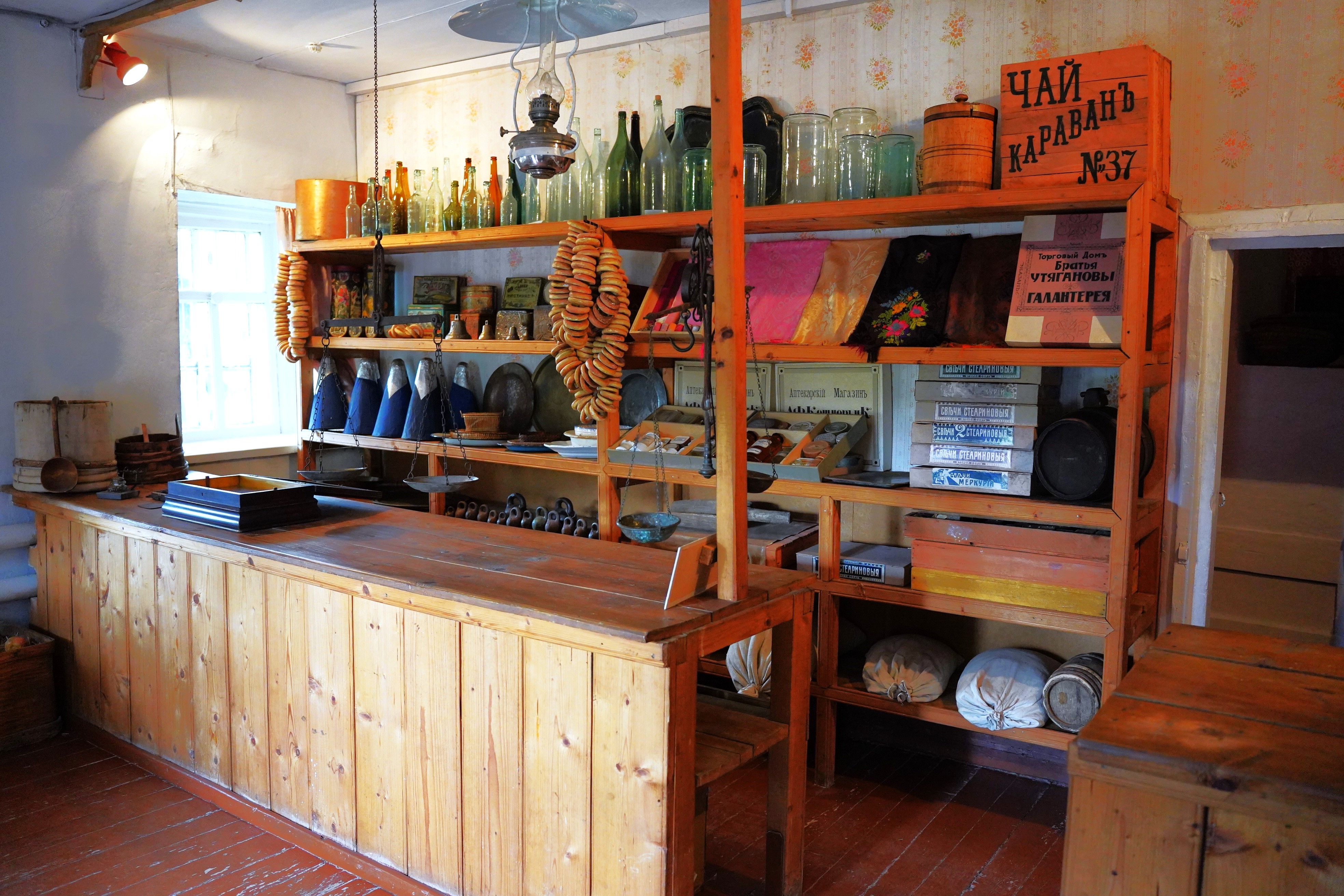
Интерьер воссозданной лавки М. А. Ромася
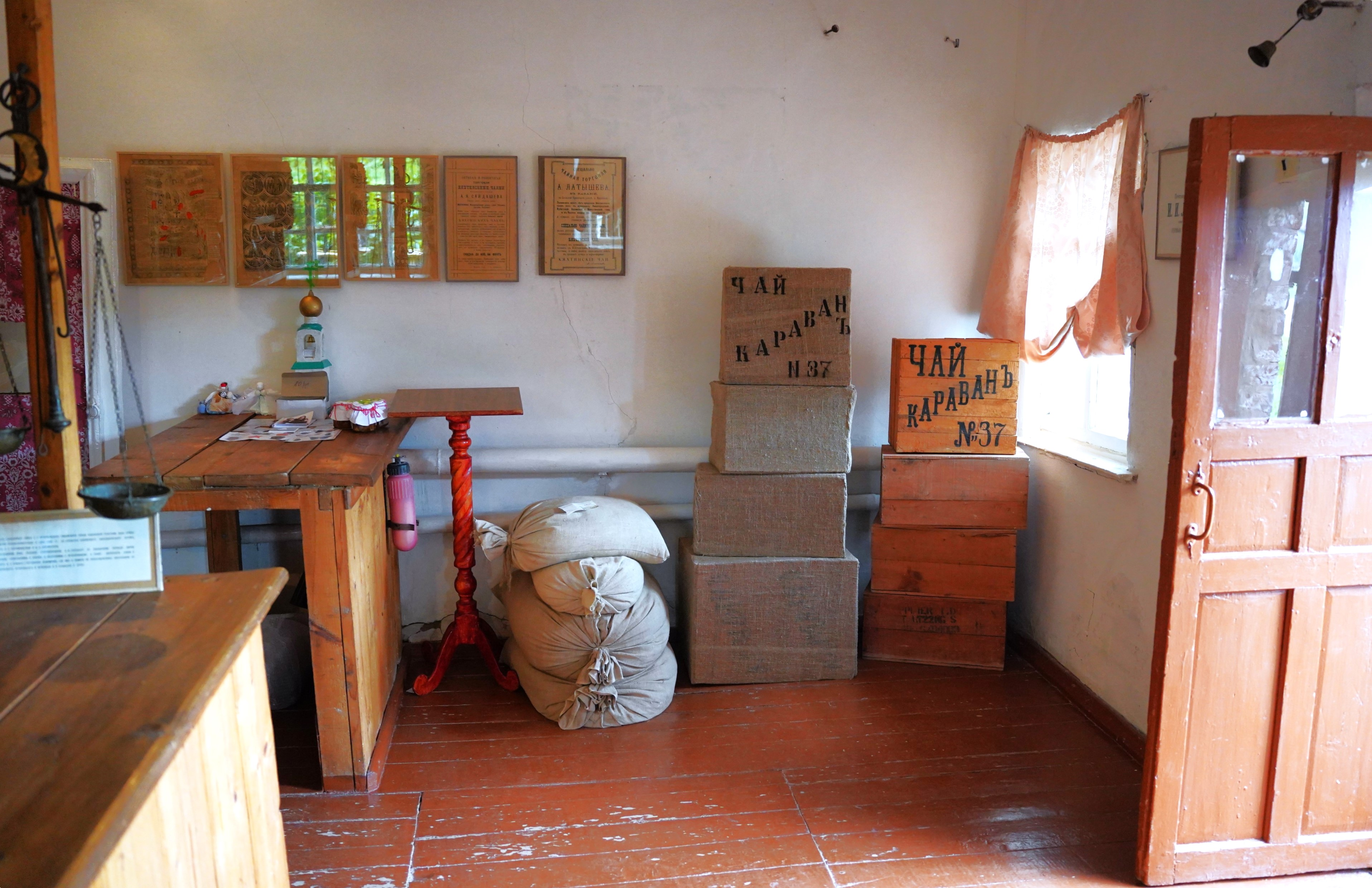
Интерьер воссозданной лавки М. А. Ромася
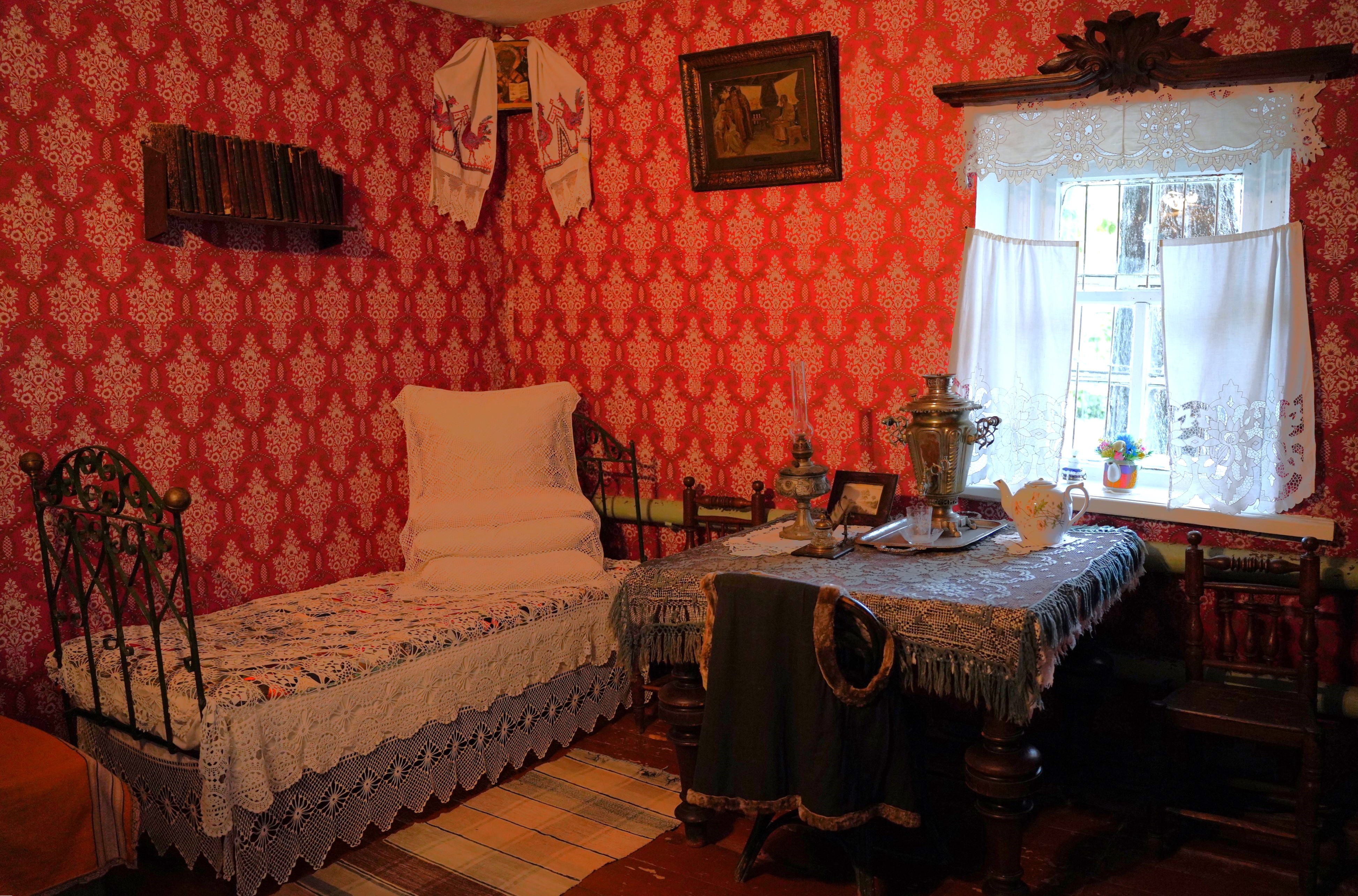
Интерьер жилого помещения
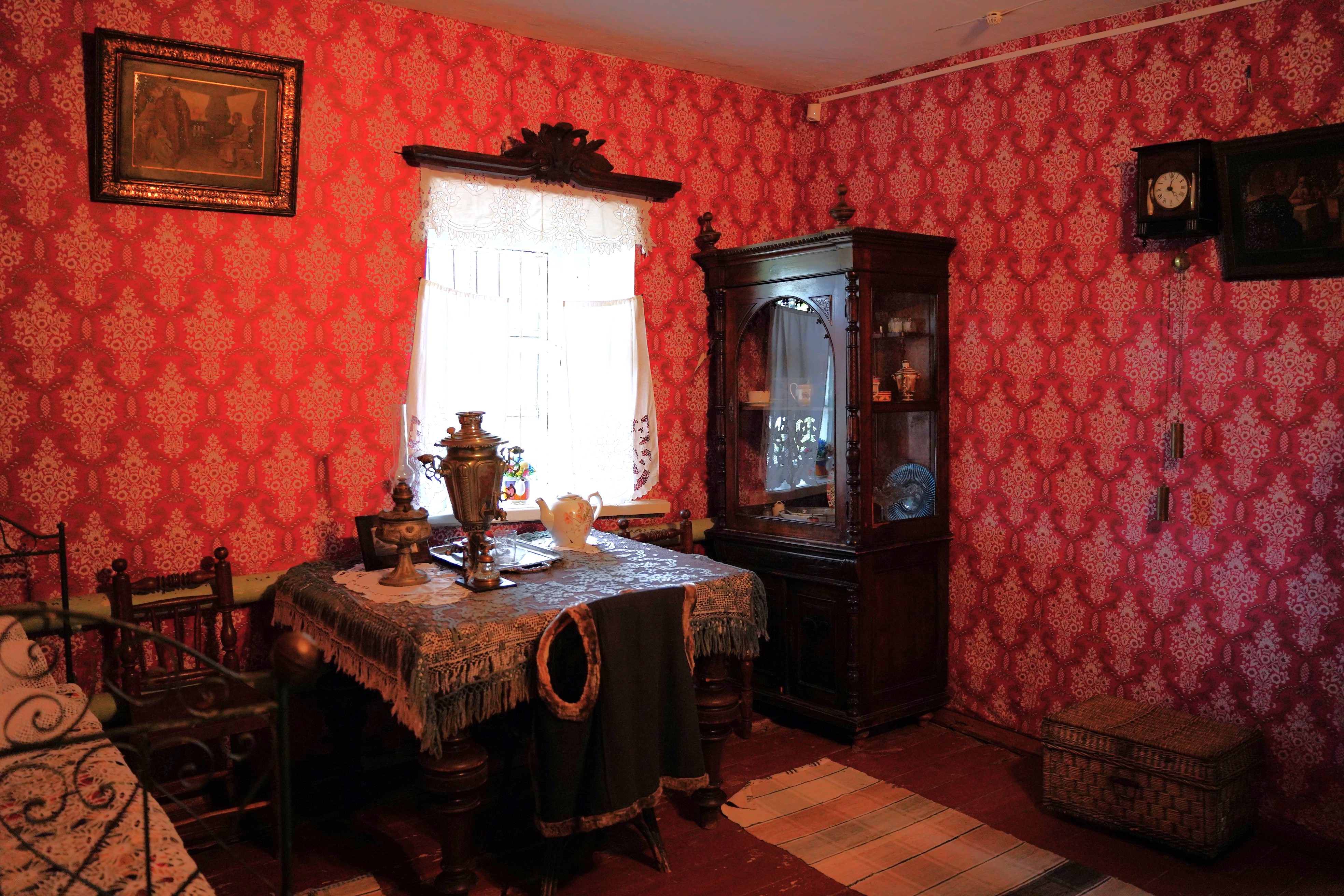
Интерьер жилого помещения

К зданию лавки пристроены глухие деревянные резные ворота с сараем. Во дворе, который ранее также являлся частью музейной экспозиции, прежде находились телега, перевёрнутая деревянная лодка, сани с соломой, демонстрировавшие значимость дворового пространства в хозяйстве сельской усадьбы. Позже здесь были разбиты цветники.
С западной стороны к зданию музея примыкает яблоневый сад, посаженный в 1979 году, который символизирует один из главных видов хозяйственной деятельности (сбор и продажа яблок) жителей Красновидово в дореволюционный период. Ежегодно во время фестиваля «Яблочный Спас» здесь проводятся тематические чаепития с пирогами и вареньем из красновидовских яблок.
На здании музея слева от входа 19 августа 2023 года была открыта мемориальная доска в память о пребывании Алексея Пешкова (Горького) в Красновидово; надписи на русском и татарском языках гласят: «На этом месте находились дом и торговая лавка М. А. Ромася, где летом 1888 г. жил и работал великий русский писатель МАКСИМ ГОРЬКИЙ». 
На территории у входа в музей установлены: памятник молодому Алексею Пешкову (1983), арт-объект в виде скамейки под названием «Мои университеты село Красновидово» с «книгами» автобиографической трилогии А. М. Горького, а также художественно оформленный стенд с информацией об истории музея. На небольшом расстоянии от здания музея в 2023 году установлена объёмная преимущественно металлическая инсталляция «Горький» российского художника Олега Филипченко — подарок фестиваля искусств «Горький + Казань» жителям и гостям села Красновидово.

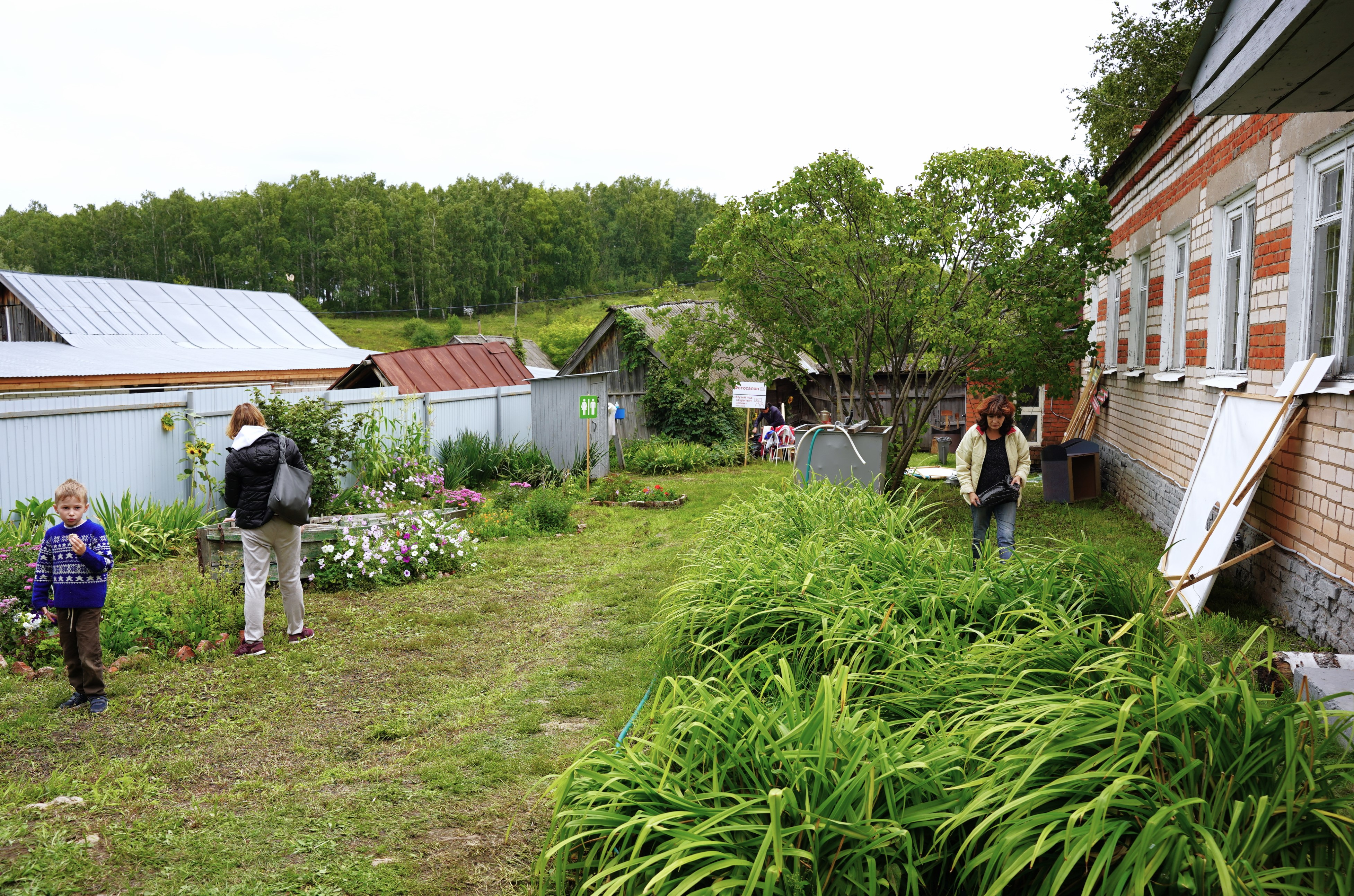
Музейный двор
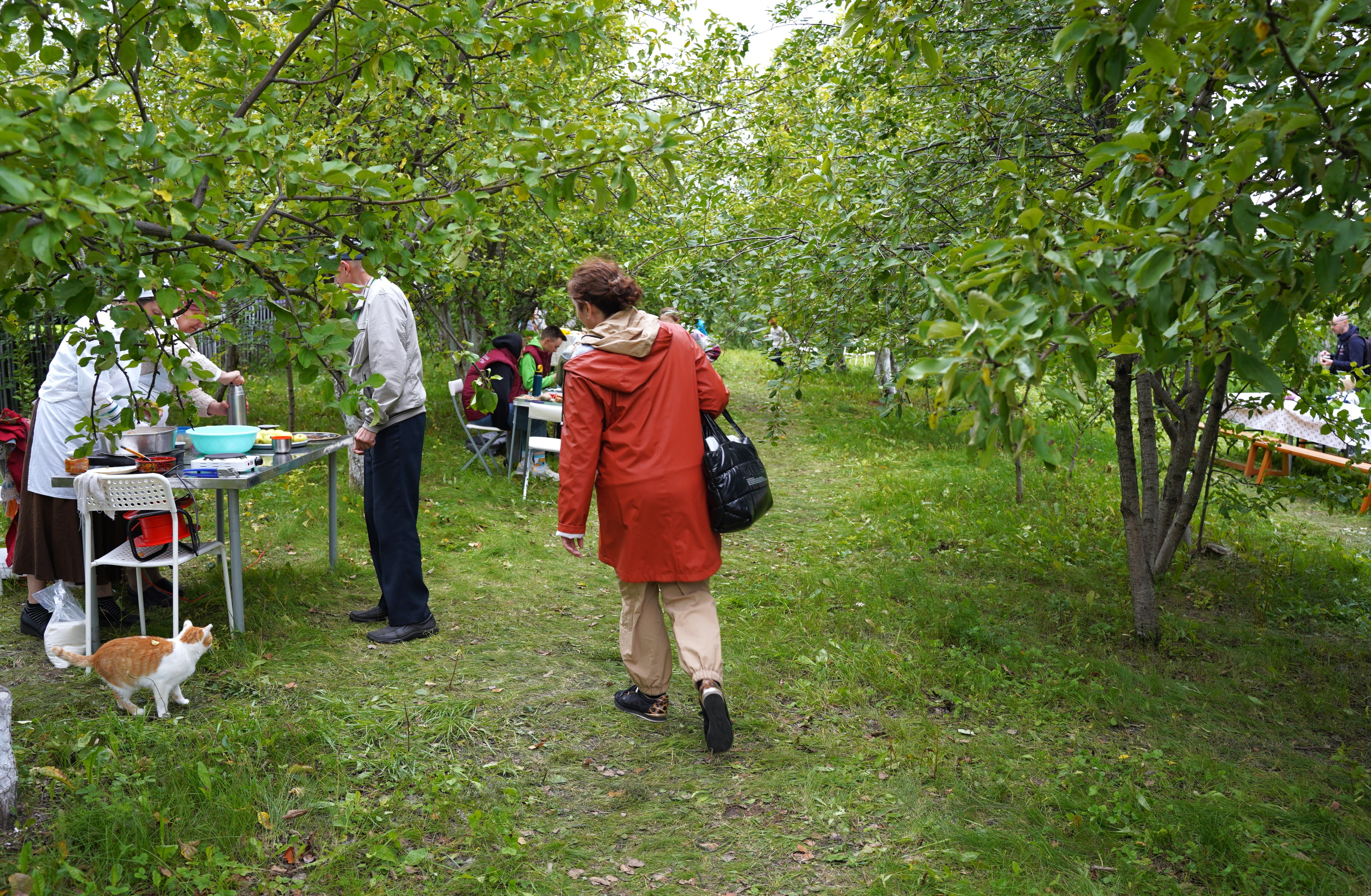
Яблоневый сад
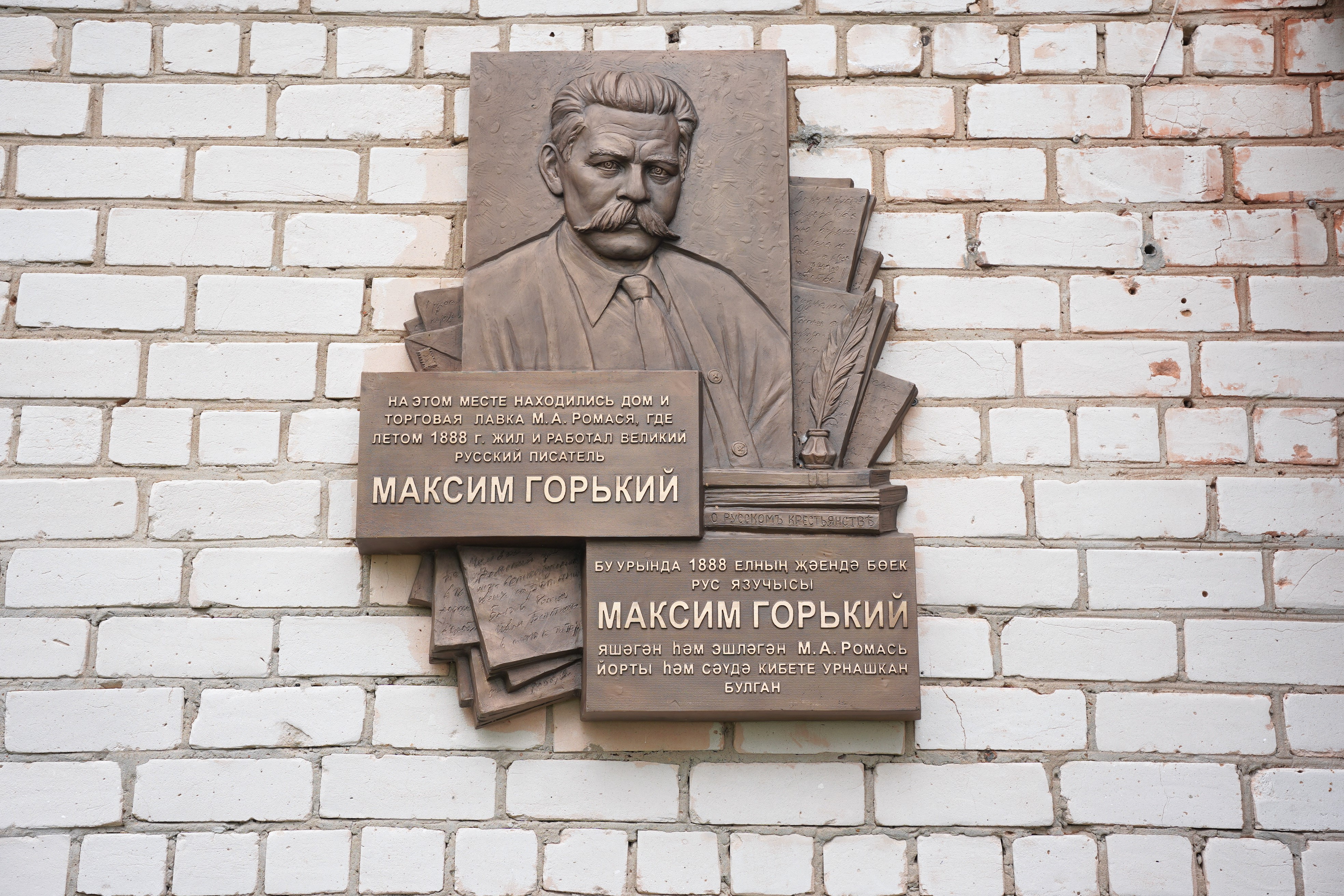
Мемориальная доска в память о пребывании Алексея Пешкова (Горького) в Красновидово
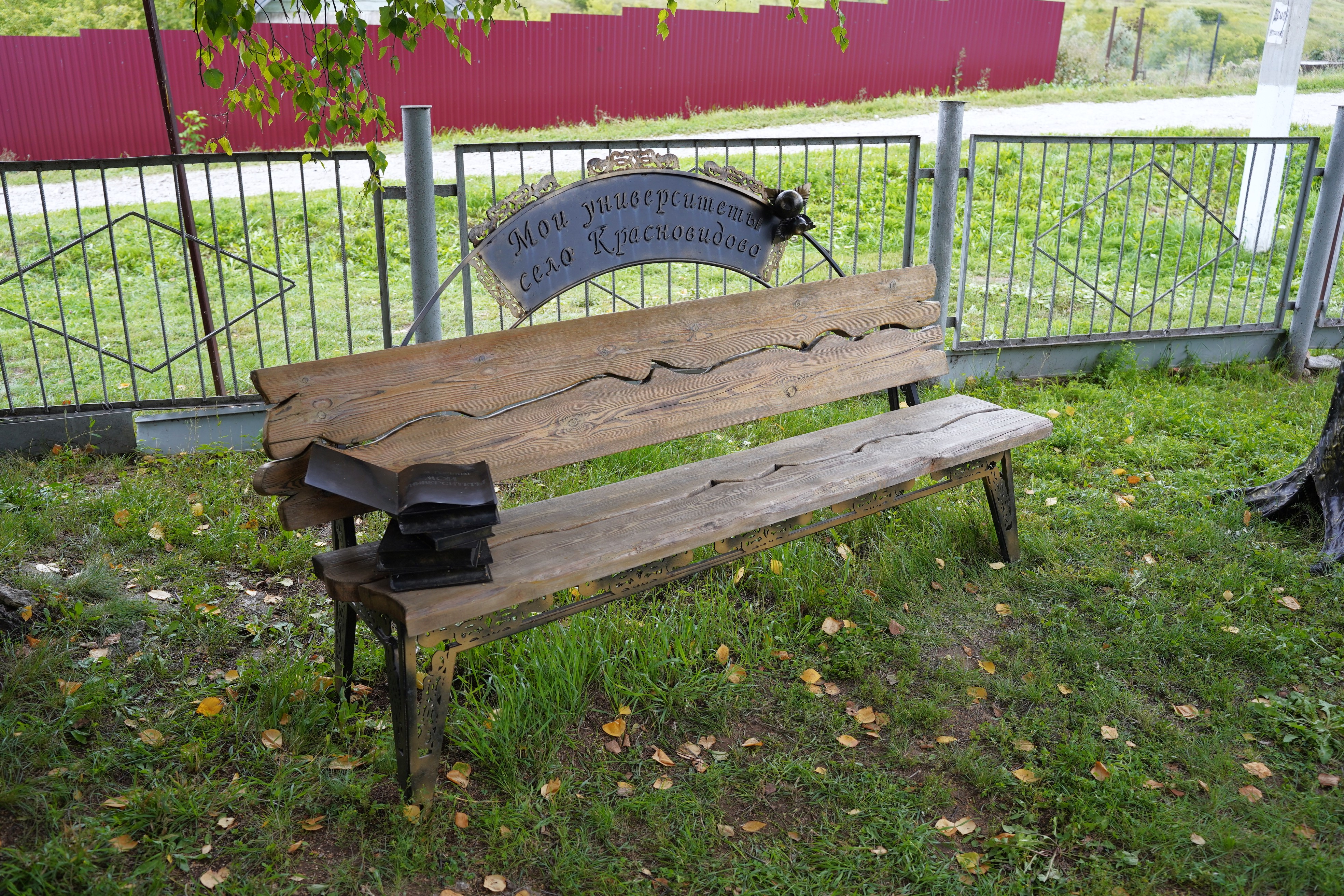
Скамейка «Мои университеты село Красновидово»
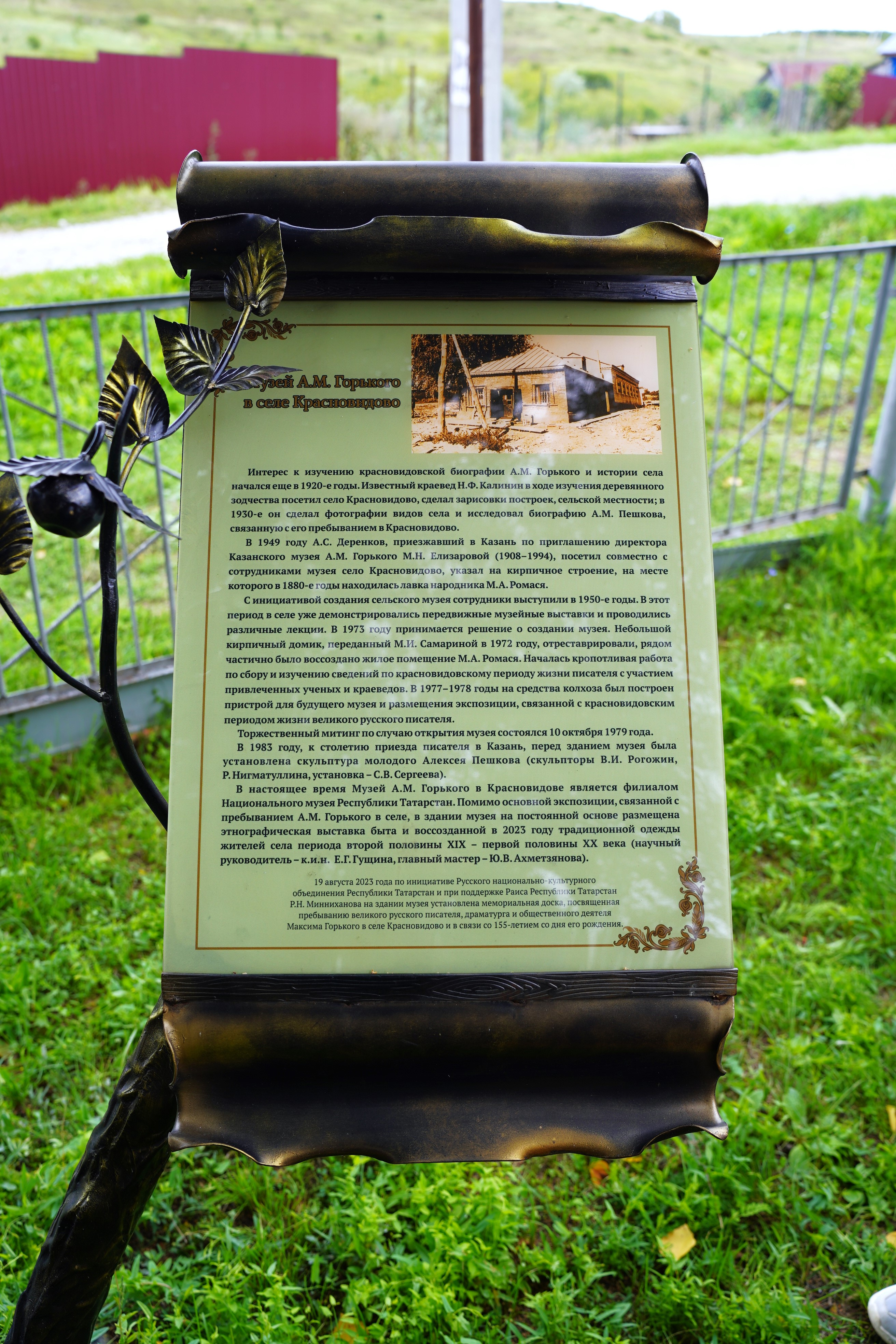
Стенд с информацией об истории музея
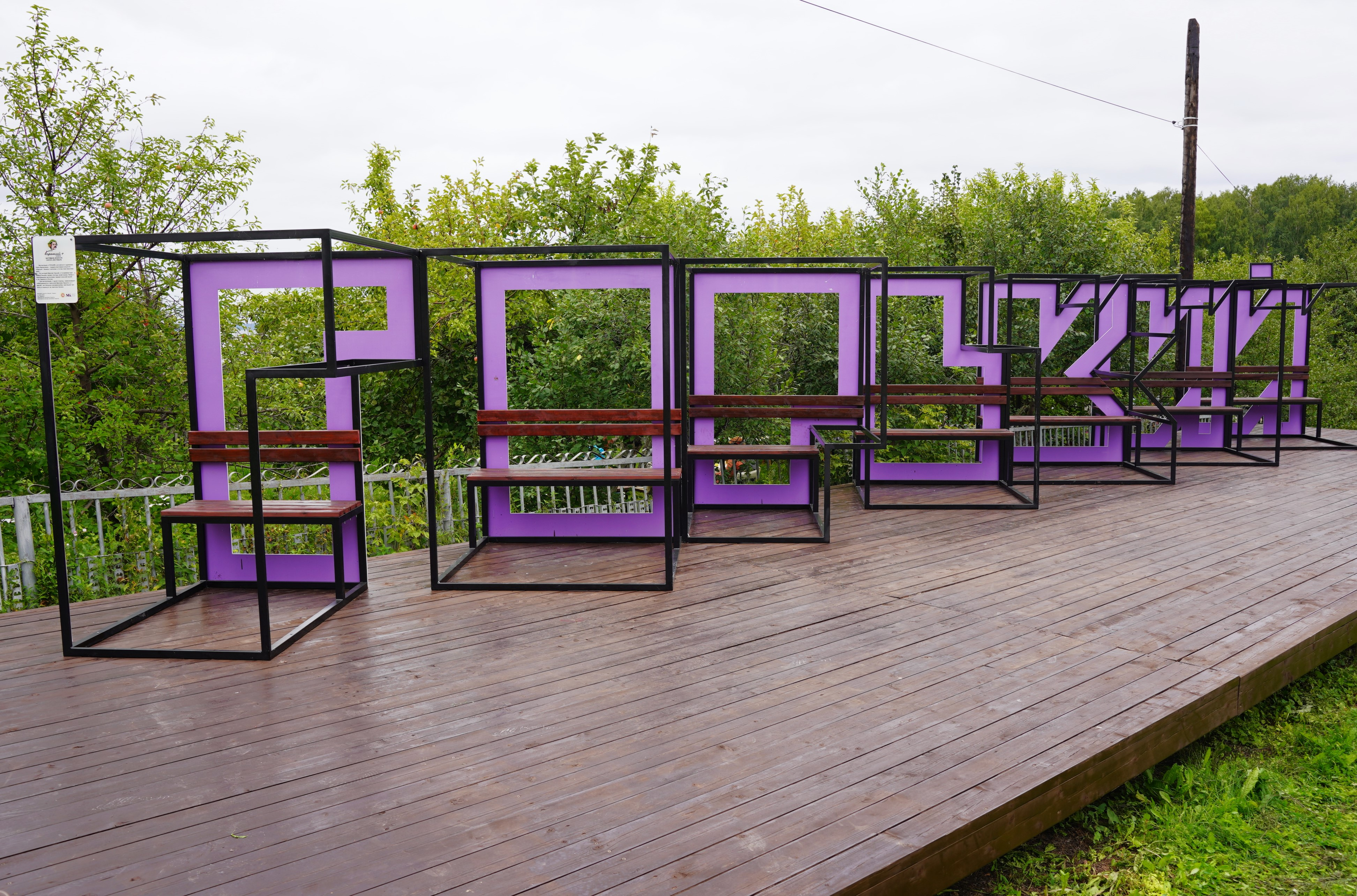
Инсталляция «Горький» российского художника Олега Филипченко

## История

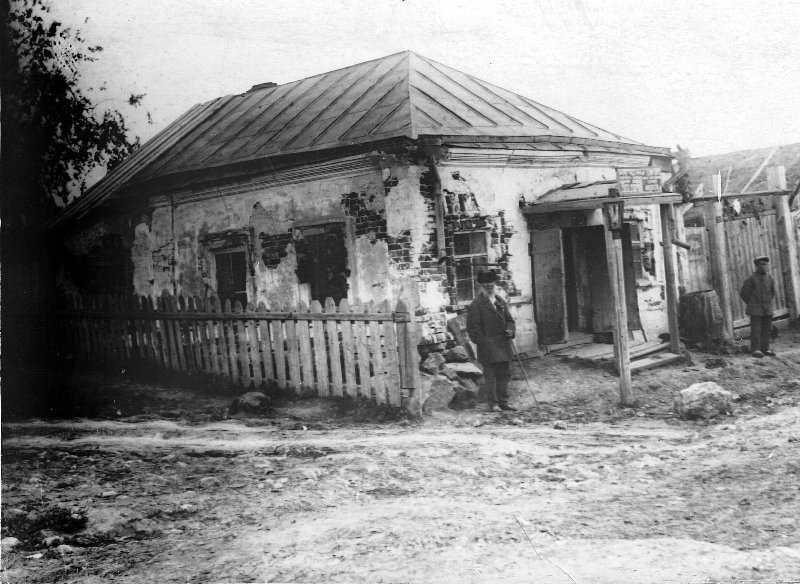
Дом, стоящий на месте сгоревшей в 1888 году лавки М. А. Ромася, 1936 год (в 1972 году хозяйка этого дома М. И. Самарина передала его будущему музею А. М. Горького)

Созданию Музея А. М. Горького в селе Красновидово предшествовал этап изучения красновидовского периода в жизни писателя. Первым проявил интерес казанский историк и краевед Н. Ф. Калинин, который в 1930-е годы посетил село и выявил новые факты из жизни Алексея Пешкова (Горького), не отражённые в «Моих университетах» и иных известных на тот момент публикациях. В 1949 году Красновидово посетил А. С. Деренков, который указал сотрудникам казанского Литературно-мемориального музея А. М. Горького кирпичное строение, на месте которого в 1880-х годах находилась лавка М. А. Ромася.
В 1950-е годы сотрудники казанского Литературно-мемориального музея А. М. Горького во главе с директором М. Н. Елизаровой выступили с инициативой открытия в Красновидово постоянно действующего музея, посвящённого русскому писателю. Одновременно они стали помогать организовывать в селе выставочную деятельность. В 1951 году в Красновидове в помещении библиотеки, располагавшейся в здании бывшей церкви, была размещена небольшая выставочная экспозиция, посвящённая А. М. Горькому; ею на общественных началах заведовала библиотекарь Г. В. Румянцева. Позже эта экспозиция размещалась в школе, затем в клубе. В 1971 году в фойе сельского Дома культуры был открыт передвижной музей «А. М. Горький в Казани», проработавший до июля 1976 года.
Решение о создании в Красновидово постоянно действующего музея А. М. Горького было принято в 1973 году. Впрочем, подготовительные работы, начались ещё до этого времени. В 1972 году жительница Красновидово М. И. Самарина, являвшаяся хозяйкой одноэтажного кирпичного строения, возведённого на месте сгоревшей лавки М. А. Ромася, передала его под будущий музей. Его отреставрировали под торговую лавку, а рядом частично воссоздали жилое помещение М. А. Ромася. Позже, в 1977—1978 годах силами местного колхоза имени Максима Горького (председателем в этом время был А. А. Камонин) к этому строению сделали одноэтажный пристрой площадью 144 кв. м, в котором позже разместилась экспозиция, посвящённая красновидовскому периоду жизни Алексея Пешкова (Горького).
Одновременно со строительными работами велась разработка экспозиции, над которой работали научные сотрудники казанского Литературно-мемориального музея А. М. Горького Ф. Ф. Мирзина, А. П. Гольдшмидт под руководством Л. Г. Алексеевой. Большую роль в создании экспозиции сыграл казанский архитектор и краевед В. В. Чумаков, занимавшийся воссозданием интерьера лавки М. А. Ромася, а также пополнивший музейную коллекцию многими предметами второй половины XIX века.
10 октября 1979 года Музей А. М. Горького в селе Красновидово был открыт.
В первые годы музей принимал посетителей бесплатно, но с ноября 1983 года стала взиматься плата.
Первое обновление экспозиции музея состоялось в 1984 году — к столетию приезда А. М. Горького в Казань.
В 1993 году главным художником Национального музея Републики Татарстан Ф. А. Зиязовым и сотрудником казанского Литературно-мемориального музея А. М. Горького Л. Б. Беловой была проведена реэкспозиция литературной части музея, в результате которой личность писателя получила более глубокое отражение, в том числе в контексте его неоднозначного отношения к русскому крестьянству.

### Программа развития музея (2018)
В 2018 году в год 150-летия со дня рождения А. М. Горького силами Национального музея РТ и Музея А. М. Горького и Ф. И. Шаляпина была разработана и представлена «Программа развития Музея А. М. Горького в селе Красновидово». Она предполагает реконструкцию музея и создание «усадебного комплекса, воссоздающего атмосферу этого места, с надворными постройками и интерактивным пространством».
Суть концепции в том, чтобы на небольшом музейном участке в 1600 кв. м воссоздать с этнографической точностью усадьбу зажиточного крестьянина конца XIX века со всеми характерными элементами и деталями — «с амбаром, скотным двором, сараем, баней, колодцем, с просторной избой. В пространстве избы — типичная обстановка дома зажиточного красновидовского мужика: с красным углом, с лавками и массивным столом, с горбатым сундуком и домоткаными половиками, с настоящей печкой и хозяйственной утварью». Усадьба должна воспроизвести ту реальность, в которую попал Алексей Пешков и которая вызвала у него неоднозначное отношение к русскому крестьянству. В усадьбу предполагается перенести этнографическую часть экспозиции, проводить там мастер-классы, тематические музейные занятия и интерактивные мероприятия, в том числе с этнографическим уклоном.  
Центральное положение в новом музейном комплексе должна занять отреставрированная лавка М. А. Ромася, которую предлагается воссоздать максимально близко к оригиналу, сгоревшему в 1888 году. Это предполагает ликвидацию музейного пристроя 1977—1978 годов постройки, а также восстановление в самой лавке чердачного помещения, где проживал Пешков, и погреба.

## Памятники Алексею Пешкову (Горькому) в Красновидово

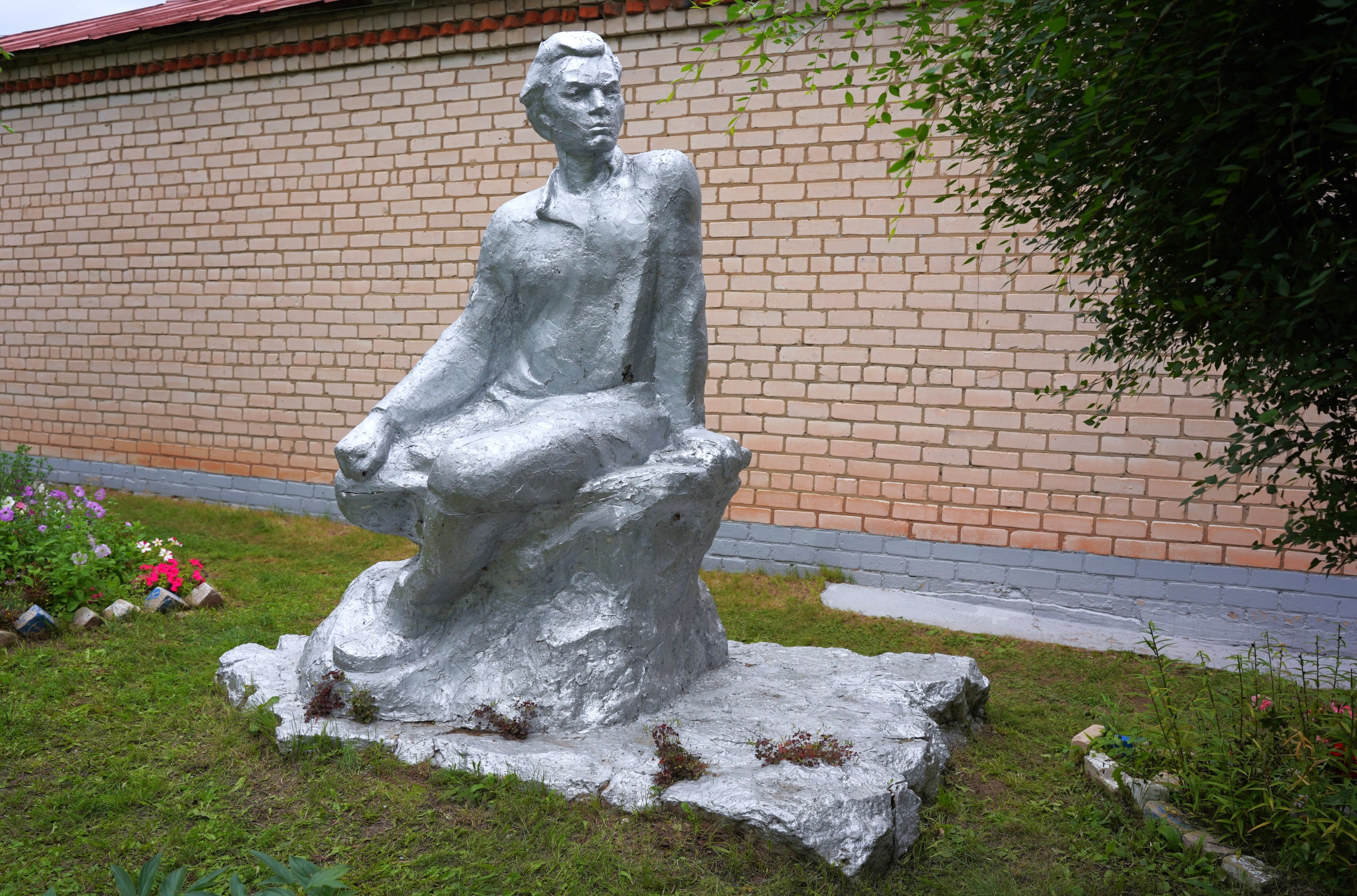
Памятник Алексею Пешкову (Горькому) у его музея

В селе Красновидово установлено два памятника А. М. Горькому.
Более известен памятник молодому Алексею Пешкову (Горькому), установленный в 1983 году слева от входа в Музей А. М. Горького в селе Красновидово. Он представляет собой отлитую в бетоне скульптуру сидящего на камне Пешкова, устремившего взор вдаль. Авторами этой работы являются скульпторы В. И. Рогожин и Р. Х. Нигматуллина, установкой скульптуры занималась С. В. Сергеева.
Второй памятник А. М. Горькому в селе Красновидово менее известен. Он установлен на территории сельской школы и представляет собой стоящую статую писателя с книгой в руке, которая символизирует тягу к знаниям. Эта скульптура, вероятно, также отлита из бетона. Она стоит на оштукатуренном кирпичном пьедестале.

## Фестиваль «Яблочный Спас» в Красновидово
С 2011 года под эгидой Национального музея РТ, при поддержке администрации Камско-Устьинского района в Красновидово ежегодно 19 августа проводится фестиваль «Яблочный Спас» (в 2024 году он состоялся 17 августа). Первоначально это мероприятие проводилось в красновидовском музее А. М. Горького, но в последние годы его масштаб расширился, и сейчас фестиваль только начинается на территории музея, однако основная программа проводится на обширной поляне на высоком волжском утёсе на северной окраине села.
В рамках программы фестиваля «Яблочный Спас» организуются экскурсии по музею, мастер-классы для детей, а в яблоневом саду при музее проводится чаепитие с пирогами и вареньем из красновидовских яблок. На основной площадке фестиваля выступают фольклорные хоровые коллективы Камско-Устьинского и других районов Татарстана, проводятся народные игры, организуется торговля, в том числе предметами народных промыслов.

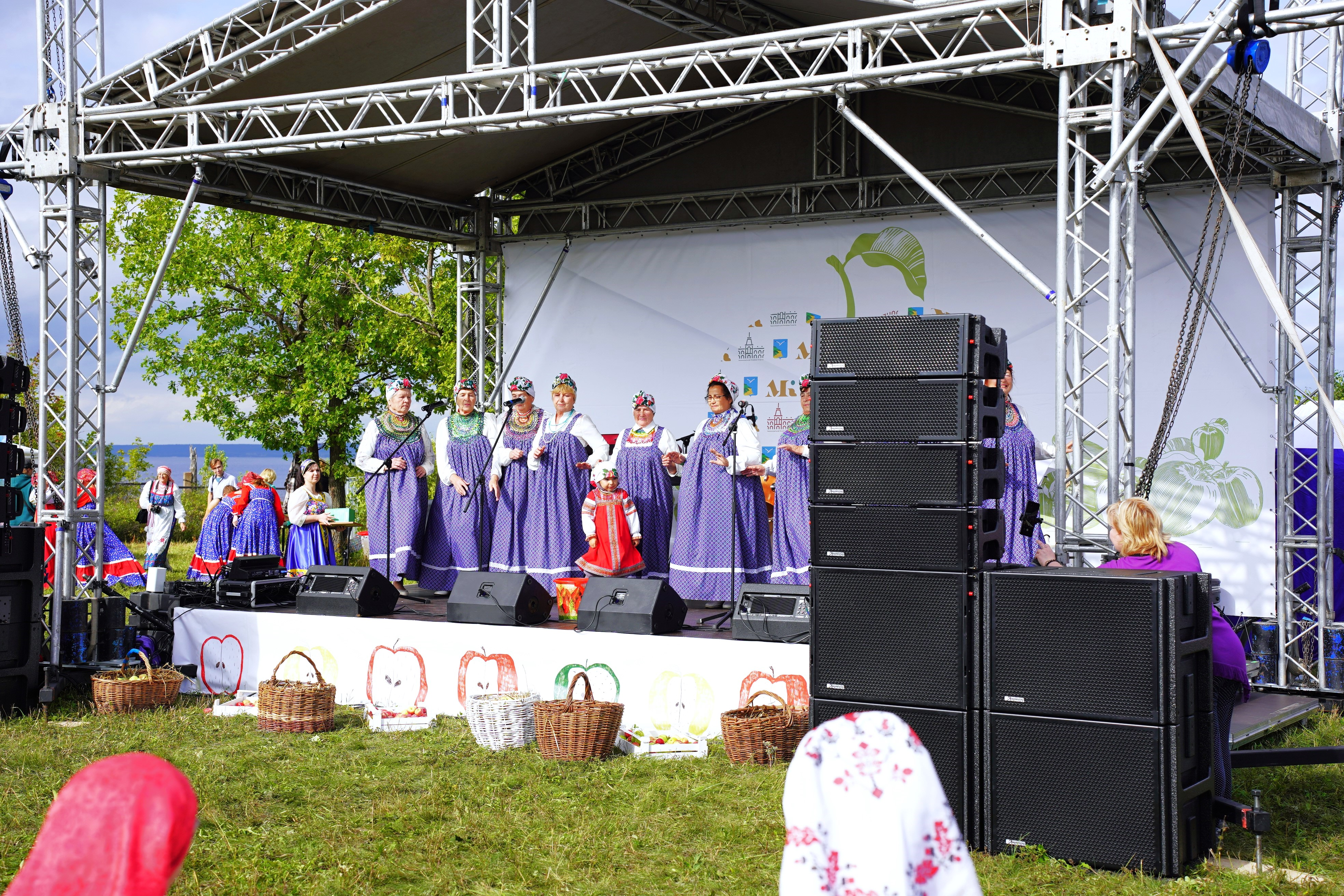
Женский коллектив народной самодеятельности
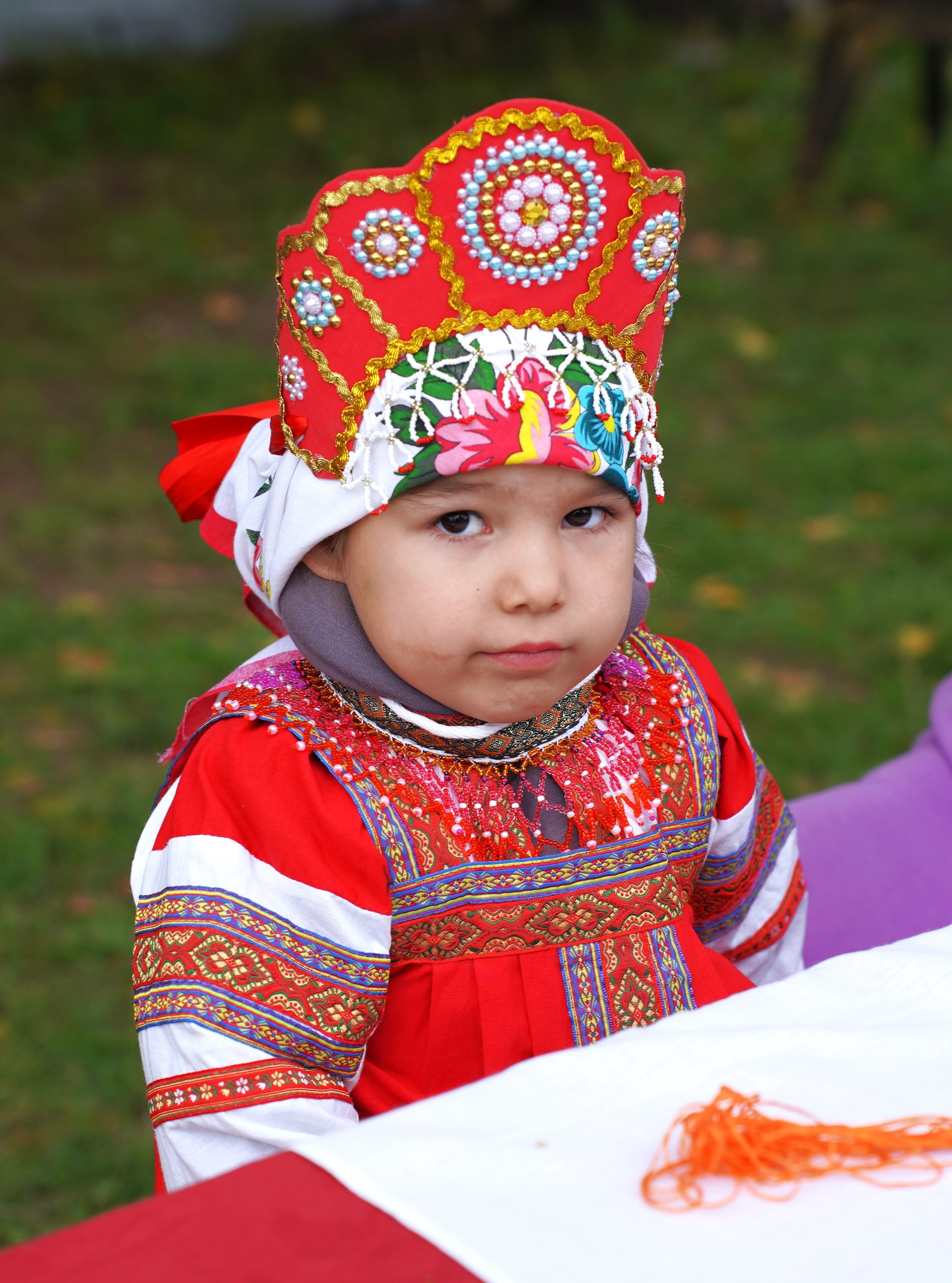
Участница фестиваля «Яблочный Спас» в Красновидово
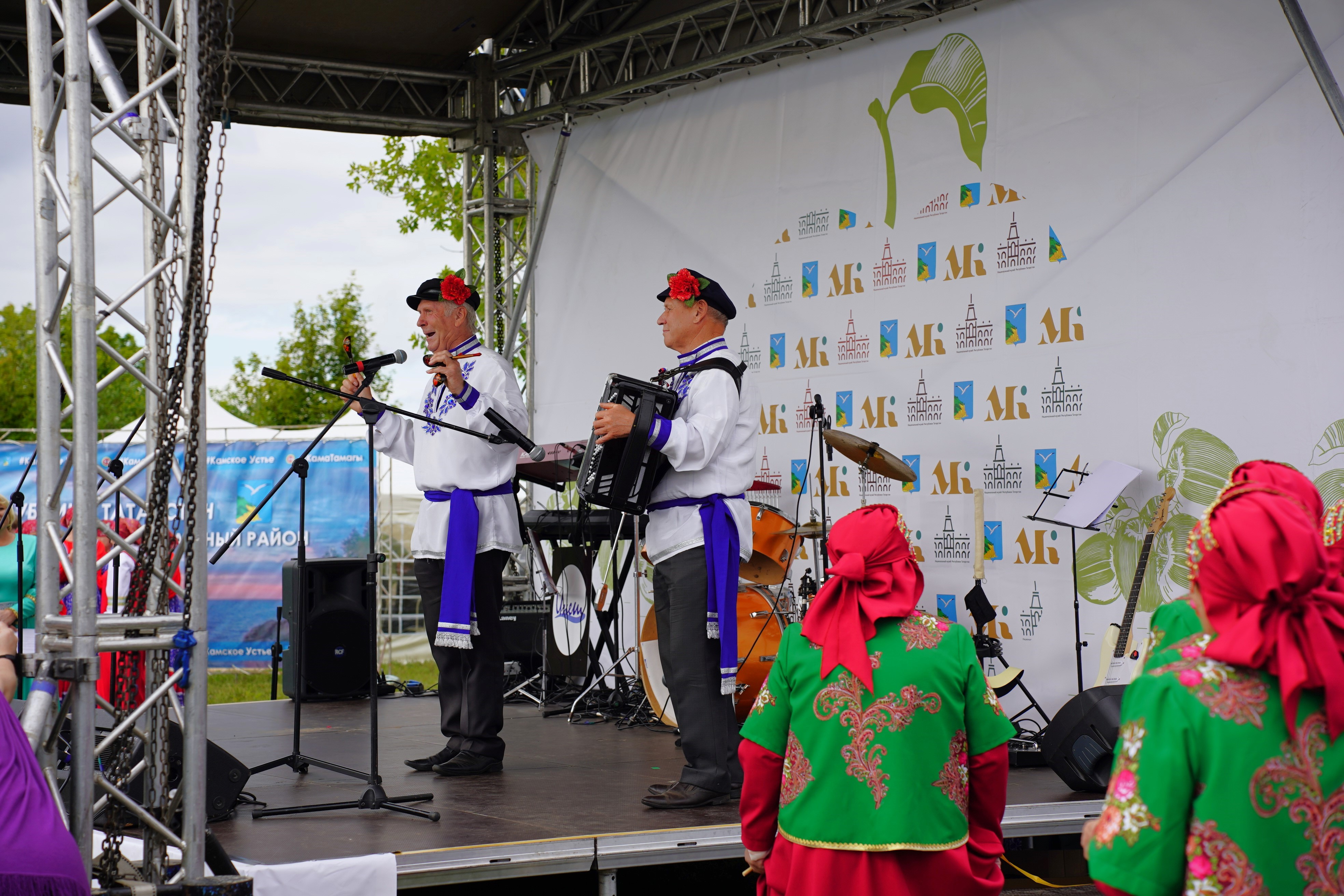
Шуточные куплеты в исполнении мужского дуэта
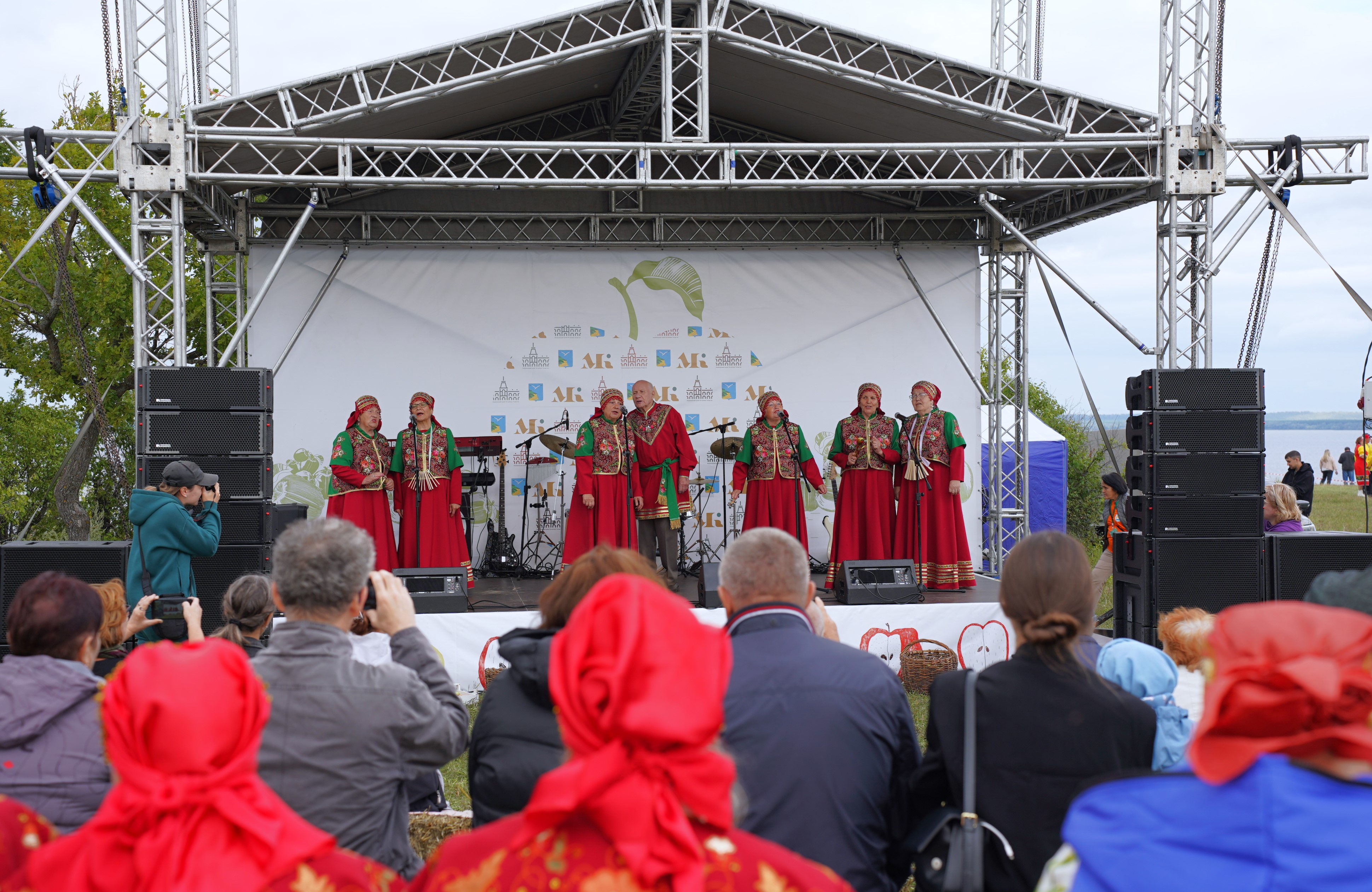
Коллектив народной самодеятельности
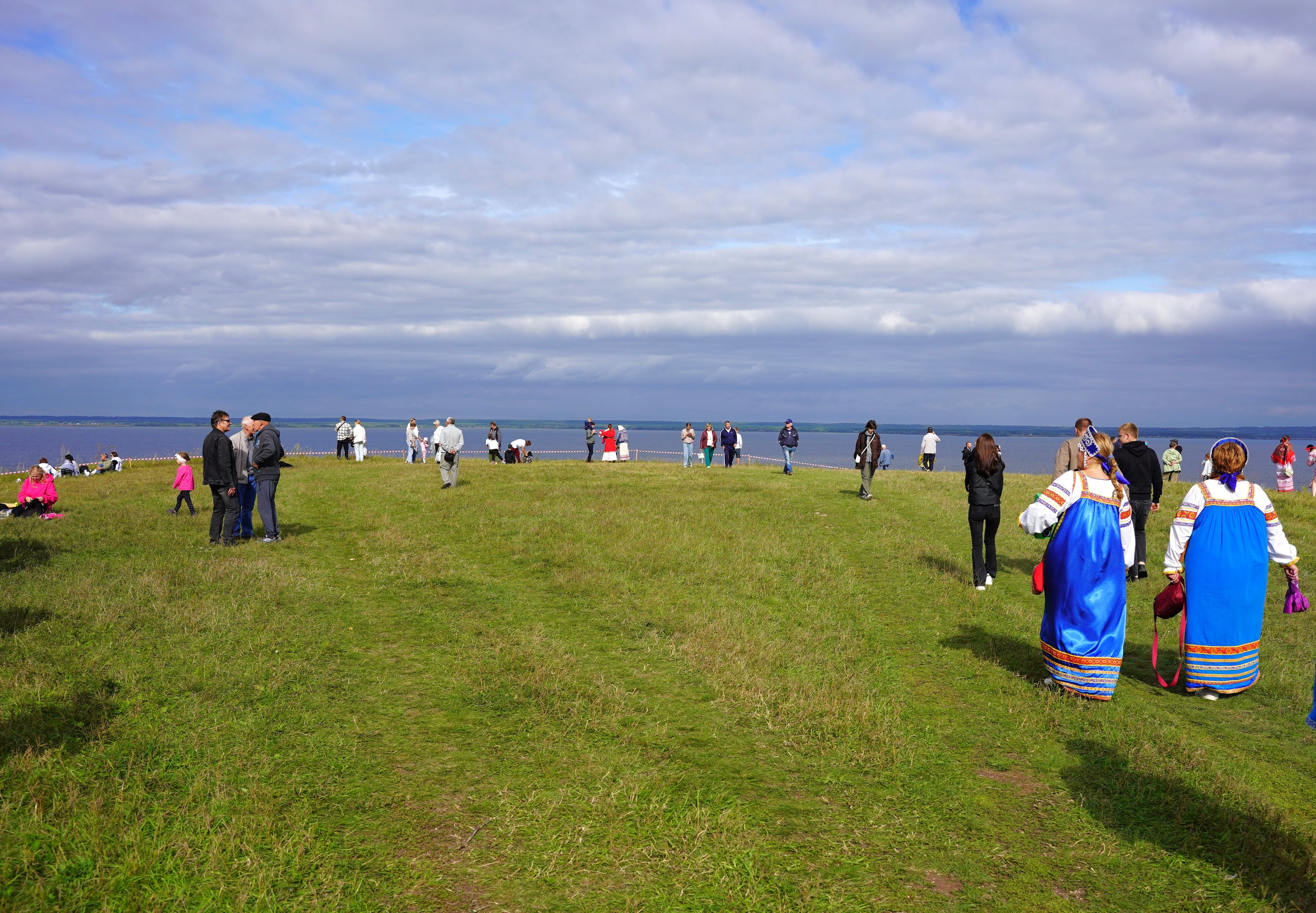
Народное гуляние
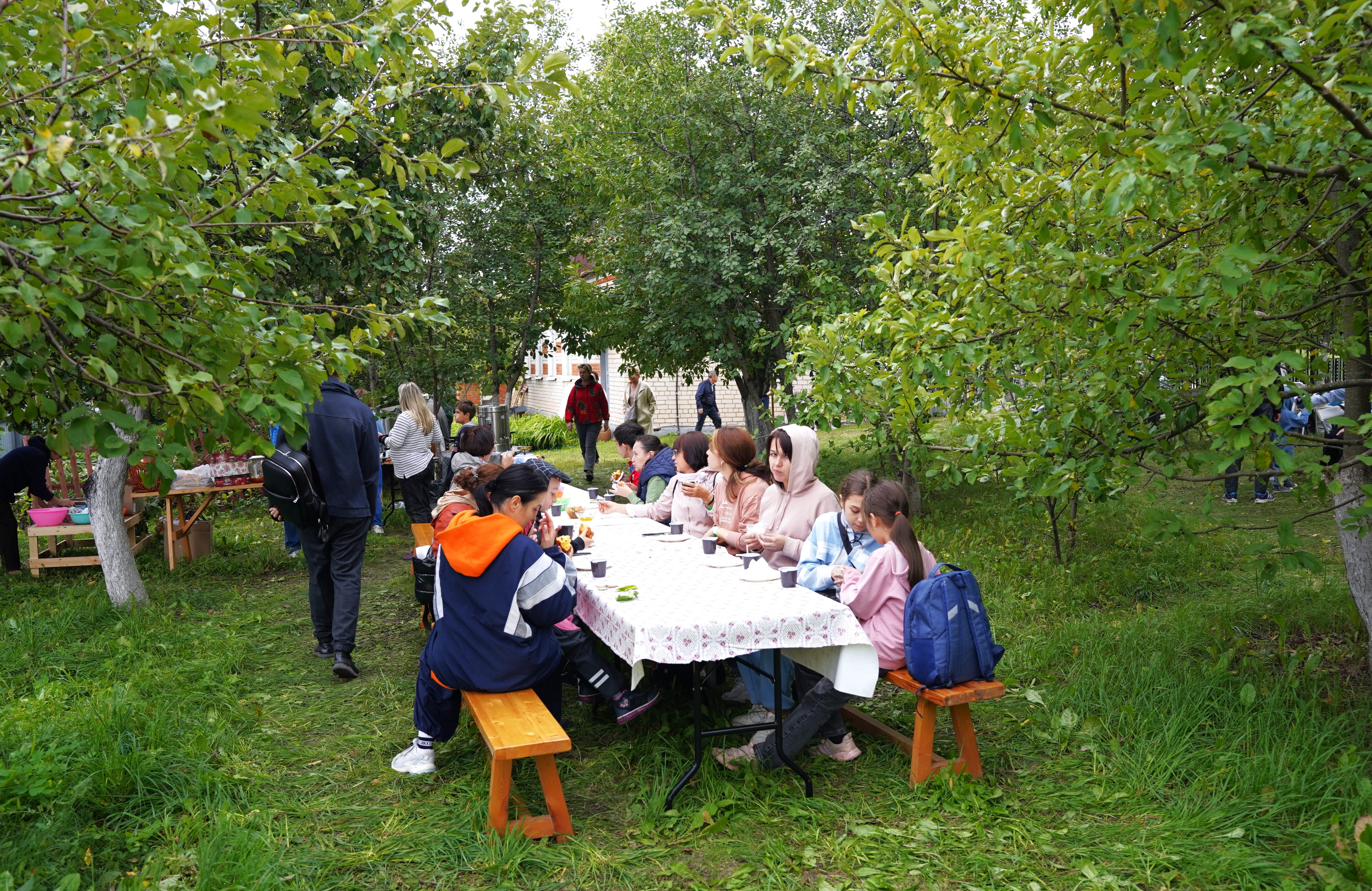
Чаепитие в яблоневом саду при музее А. М. Горького